# Suriname
Suriname, officieel de Republiek Suriname, is een republiek aan de noordkust van Zuid-Amerika, die ook tot het Caraïbisch gebied en West-Indië wordt toegerekend. De hoofdstad Paramaribo ligt in de Kustvlakte en huisvest in zijn agglomeratie meer dan de helft van de 600.000 inwoners van Suriname. De overige wonen vooral in de rest van de Kustvlakte, zodat in het zuidelijke district Sipaliwini, dat 80% van de oppervlakte beslaat, slechts enkele tienduizenden mensen wonen.
Suriname was van 1667 tot 1954 een kolonie van Nederland en daarna een autonoom land binnen het Koninkrijksverband. Op 25 november 1975 werd Suriname onafhankelijk, waarbij ruim een kwart van de inwoners naar Nederland vertrok. De totale Surinaamse diaspora van de 20e eeuw omvat veertig procent van de Surinamers.
De Surinaamse bevolking is divers, mede door de slavenhandel vanuit Afrika en de migratie van contractarbeiders uit Azië (China, Brits-Indië en Nederlands-Indië). Geen van de etnische groepen vormt een absolute meerderheid.
Het Nederlands is de voertaal en ambtelijke taal. Suriname is het enige Nederlandstalige land in Zuid-Amerika en het enige land buiten Europa waar Nederlands als officiële taal wordt gesproken. Hoewel Nederlands de officiële voertaal is, wordt in de dagelijkse omgang ook Sranan gebruikt, een creoolse taal die samen met het Nederlands als lingua franca in Suriname geldt. Het Sranan Tongo is een veel gebruikte communicatiemiddel tussen de verschillende bevolkingsgroepen met hun veelheid aan talen. Vaak wordt het Sranan Tongo afwisselend met het Nederlands toegepast.
Het land heeft een oppervlakte van 163.820 km² en een kustlijn van 386 km. Van west naar oost grenst het aan Guyana, Brazilië en Frans-Guyana. De landbouw is een belangrijke inkomstenbron en er is een groot potentieel aan bodemschatten. Suriname stond bekend om zijn bauxietwinning, maar deze industrie is in november 2015 gestopt. Wel worden er nog olie en goud gewonnen. Het land heeft zowel met Guyana als met Frans-Guyana een grensgeschil waarbij bodemschatten onder ander een rol spelen. Suriname is lid van meerdere intergouvernementele organisaties. Op 4 juli 1995 trad het toe tot de Caricom, het verband van Caribische landen. In 2008 was het een van de stichters van de Unie van Zuid-Amerikaanse Naties (UZAN). Sinds 2015 is Suriname geassocieerd lid van de Mercosur.
Suriname is voor het overgrote deel bedekt met tropisch regenwoud; met 93% bosoppervlak is het een van de meest beboste landen ter wereld. Een centraal deel van het regenwoud, met 1,6 miljoen hectare ongeveer 10% van het totale landoppervlak, maakt deel uit van het Centraal Suriname Natuurreservaat en is ingeschreven op de Unesco-Werelderfgoedlijst. De hoge bebossingsgraad en relatief kleine bevolking maken dat Suriname klimaatnegatief is, er wordt jaarlijks meer CO2 geabsorbeerd dan uitgestoten. Het landschap bestaat verder uit moerassen (zwampen) en heuvellandschappen met in het zuiden en midden verschillende bergketens. Dit wordt doorsneden door waterrijke rivieren, waaronder de Suriname waar het land naar is genoemd, en de beide grensrivieren de Corantijn en Marowijne. Het water stroomt van het hoogland van Guyana naar de Atlantische Oceaan in het noorden, waarbij kleinere rivieren in de Kustvlakte naar het westen buigen.
Cultureel werelderfgoed is te vinden in de historische binnenstad van Paramaribo en de ruïnes van de nederzetting Jodensavanne aan de Surinamerivier.

## Geschiedenis

### Oorspronkelijke bewoning
Archeologische opgravingen wijzen uit dat rond 10.000 voor Christus (mogelijk eerder) de eerste Paleo-Amerikanen zich vestigden in de Sipaliwinisavanne. Dit waren nomadische jager-verzamelaars. Het archeologisch materiaal (bijvoorbeeld vuistbijl, chopper, stenen pijlpunt, enzovoorts) komt overeen met wat in Europa de oude steentijd of het Paleolithicum wordt genoemd. Rond 3000 voor Christus vestigden zich aardewerk producerende agrarische gemeenschappen nabij de benedenloop van de Corantijn, waar zij verbleven tot ongeveer 500 voor Christus. Er is archeologisch bewijs dat deze gemeenschappen zich vestigden aan de Kaurikreek en aan de Maratakka. Dit waren (semi-)sedentaire landbouwers, en het archeologisch materiaal (aardewerk en landbouw) komt overeen met wat in Europa de nieuwe steentijd of het Neolithicum wordt genoemd. Door de inval van de Europeanen in Suriname werden de inheemse sociaal-politieke structuren ernstig verstoord, maar hoewel de talen en culturen van de verschillende Karaïbs en Arawaksprekende volkeren met uitsterven bedreigd zijn, worden zij nog altijd levend gehouden door de inheemse bevolking.

### Europese kolonisatie en slavernij
De Engelsman Francis Willoughby stichtte vanaf 1650 de eerste kolonie in Suriname die stand hield. Om planters aan te trekken was vrijheid van godsdienst geregeld. De Engelsen, aangevuld met gevluchte joden uit Brazilië, begonnen met het aanleggen van plantages in Suriname, waarbij slaven werden ingezet als arbeiders. In eerste instantie probeerden de kolonisators de inheemse bevolking in te zetten als slaven. Dit mislukte door grote sterfte en verzet. Daarna besloot men slaven uit Afrika en deels uit andere kolonies te halen.
Tijdens de Tweede Engels-Nederlandse Oorlog werd de Engelse kolonie in 1667 door Abraham Crijnssen voor Zeeland veroverd op de Engelsen, die onder leiding van William Byam stonden. Bij de Vrede van Breda zagen de Nederlanders voorlopig af van de teruggave van de door de Engelsen ingenomen Nederlandse kolonie Nieuw-Nederland (de huidige staat New York); op hun beurt eisten de Engelsen niet meteen dat Suriname ontruimd zou worden en deden de toezegging om de Banda-eilanden aan de Nederlanders over te laten. Meestal wordt gesproken van een "ruil" van beide gebieden. Na de Derde Engels-Nederlandse Oorlog werd deze feitelijke toestand in 1674 officieel door de Vrede van Westminster. Diverse Engelse families verlieten Suriname voor Jamaica en namen grote aantallen slaven mee.

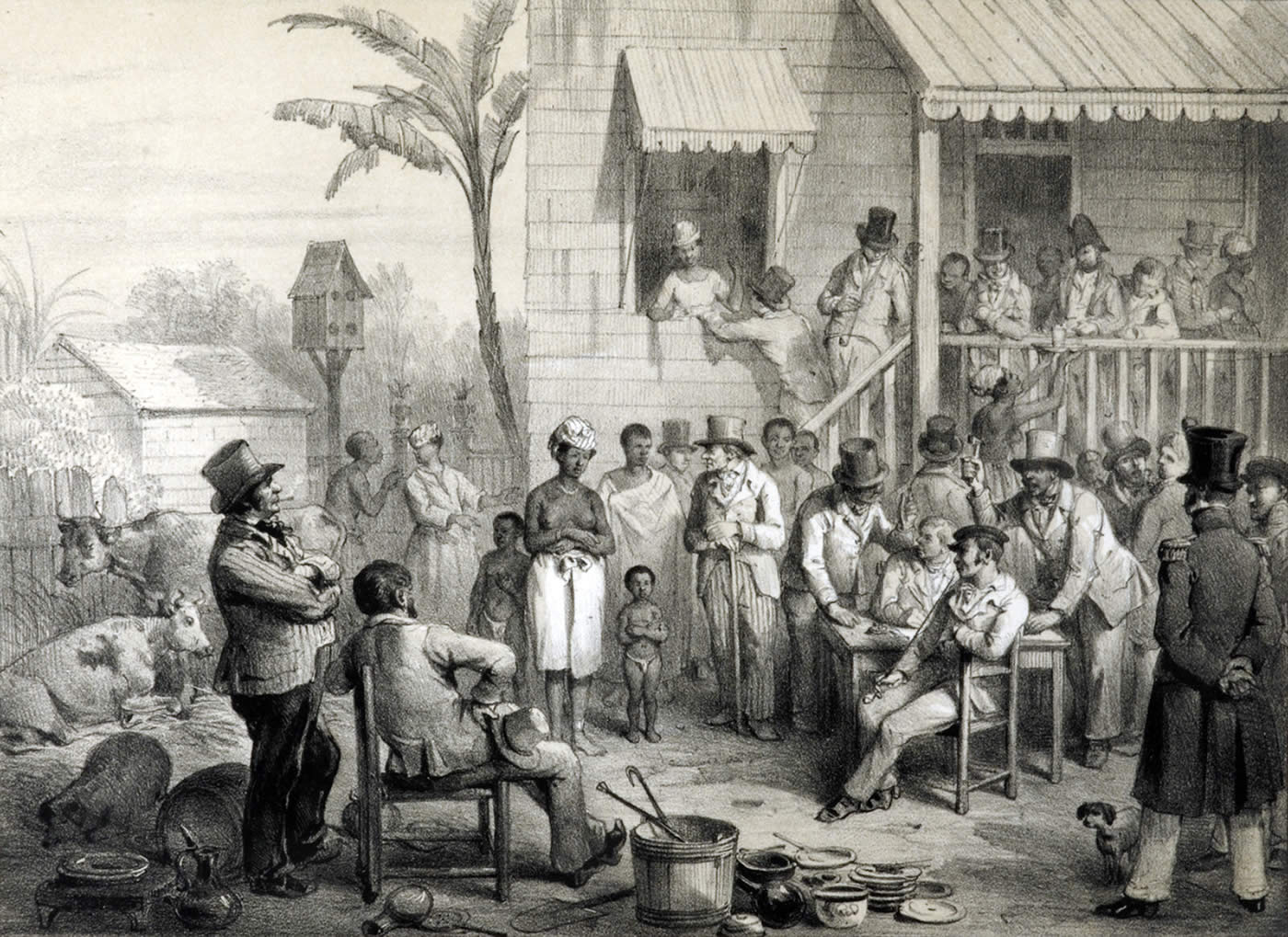
Slavenverkoop in Paramaribo in 1831.

Toen duidelijk werd dat de Zeeuwen niet in staat waren blijvend winst te maken, werd de Zeeuwse kolonie in 1682 verkocht aan de West-Indische Compagnie (WIC). Die bracht een jaar later de kolonie onder in de nieuw opgerichte Sociëteit van Suriname. De eerste gouverneur van de kolonie Suriname onder het bewind van de Sociëteit was Cornelis van Aerssen van Sommelsdijck. Hij had een derde van de rechten van de sociëteit aangekocht. De stad Amsterdam en de WIC bezaten daarnaast ieder een derde. Aan het einde van de achttiende eeuw ging de WIC failliet; de familie Van Aerssen had haar bezit al eerder verkocht. Amsterdam was toen de enige belanghebbende.
Ook het naburige Berbice en Essequibo, ongeveer het huidige Guyana, werden gekoloniseerd door Nederlanders. Suriname, Berbice en Essequibo vormden het zogenaamde Nederlands-Guiana. In 1814, nog vóór het Congres van Wenen, zou Zweden een poging doen om het beheer over Suriname en Curaçao in handen te krijgen in ruil voor Guadeloupe. Het lukte de Engelse diplomaat Castlereagh de Zweden af te kopen voor een miljoen pond in contanten. Nederlands-Guiana werd in 1815 nog eens verdeeld in Suriname, dat in Nederlands bezit bleef, en het huidige Guyana, dat een Britse kolonie werd: Brits-Guiana.
Onder internationale druk en druk van de Surinaamse Onafhankelijkheidsstrijders werd de slavernij in Suriname uiteindelijk opgeheven op 1 juli 1863. Daarna gold het zogenaamde 'staatstoezicht', dat tot 1873 iedere ex-slaaf verplichtte om een werkrelatie aan te gaan met een plantage, tenzij men een ambacht ging uitvoeren. Ter compensatie van het resulterende tekort aan arbeidskrachten op de plantages werden contractarbeiders uit Brits-Indië, China, Nederlands-Indië (Chinezen en Javanen) en het Midden-Oosten naar Suriname gebracht.
In 1954 werd Suriname een land binnen het Koninkrijksverband.

### Onafhankelijkheid (1975)
Op 25 november 1975 werd Suriname onafhankelijk. De gouverneur van Suriname Ferrier, de Nederlandse minister-president Den Uyl en koningin Juliana ondertekenden het verdrag. Sindsdien is de officiële benaming Republiek Suriname (zie Toescheidingsovereenkomst). Ferrier werd de eerste president van de nieuwe Zuid-Amerikaanse staat. Vijf jaar later vond een staatsgreep plaats onder leiding van de onderofficier Desi Bouterse, maar dit maakte geen einde aan de wisseling van de wacht in het ambt van het presidentschap. In de reeks van uitgediende presidenten vallen twee namen op: de zojuist genoemde Bouterse, die tweemaal voor enige dagen, en Venetiaan die driemaal voor in totaal vijftien jaar het hoogste burgerlijke gezag uitoefende, beginnend in 1991. Venetiaan, een voormalig minister van Onderwijs, werd na democratische verkiezingen in 2010 afgelost door Bouterse. Na verlies bij de verkiezingen, werd Bouterse in 2020 als president opgevolgd door Chan Santokhi.

## Geografie

Geologie van Suriname

### Fysieke kenmerken
Suriname heeft een oppervlakte van 163.820 km².
Belangrijke rivieren in Suriname zijn de Marowijne (grensrivier met Frans-Guyana), de Suriname, de Commewijne (lopend van oost naar west), de Coppename, de Tapanahony (zijrivier van de Marowijne), de Saramacca en de Corantijn, die de grens met Guyana vormt. Alle rivieren, behalve de Commewijne, lopen van het zuiden naar het noorden. In mei 2006 traden te Sipaliwini de rivieren Suriname, Tapanahony, Lawa en Marowijne buiten hun oevers door hevige regenval. Dit leidde tot zware overstromingen.
In Suriname zijn verschillende landschappen te onderscheiden. De noordelijke strook van 30 tot 100 km breed is een afwisseling van ritsen en zwampen. Dit deel behoort tot de kustvlakte van de Guyana's en strekt zich uit van de monding van de Amazone tot voorbij de delta van de Orinoco. Door de afzetting van enorme hoeveelheden sediment afkomstig van de Amazone is deze kust de snelst groeiende kustlijn ter wereld.
Ten zuiden van de kustvlakte ligt de savannegordel.
Het middengedeelte van Suriname bestaat uit een laag, glooiend bosland, dat door houtkap her en der dreigt te veranderen in savanne.
In de zuidelijke helft van het land liggen meerdere bergketens, die allemaal tot het hoogland van Guyana behoren. Dit zijn onder andere het Oranjegebergte, Van Asch van Wijckgebergte, Wilhelminagebergte, Eilerts de Haangebergte, Grensgebergte en het Toemoek-Hoemakgebergte. De hoogste top is de Julianatop (1280 meter).

### Klimaat
Suriname heeft een tropisch regenwoudklimaat, met een grote en kleine regentijd, alsook twee droge tijden. De temperatuur schommelt tussen 24 en 36 graden Celsius. Gedurende de regentijd is de gemiddelde temperatuur 27,3 graden, terwijl die tijdens de droge tijd oploopt naar 32 graden Celsius. 's Morgens loopt de temperatuur geleidelijk op van ca. 24 graden naar 32-34 graden (tussen 14 en 16 uur) om daarna geleidelijk aan weer te dalen naar 24 graden (tussen 4 en 6 uur).

### Flora en fauna

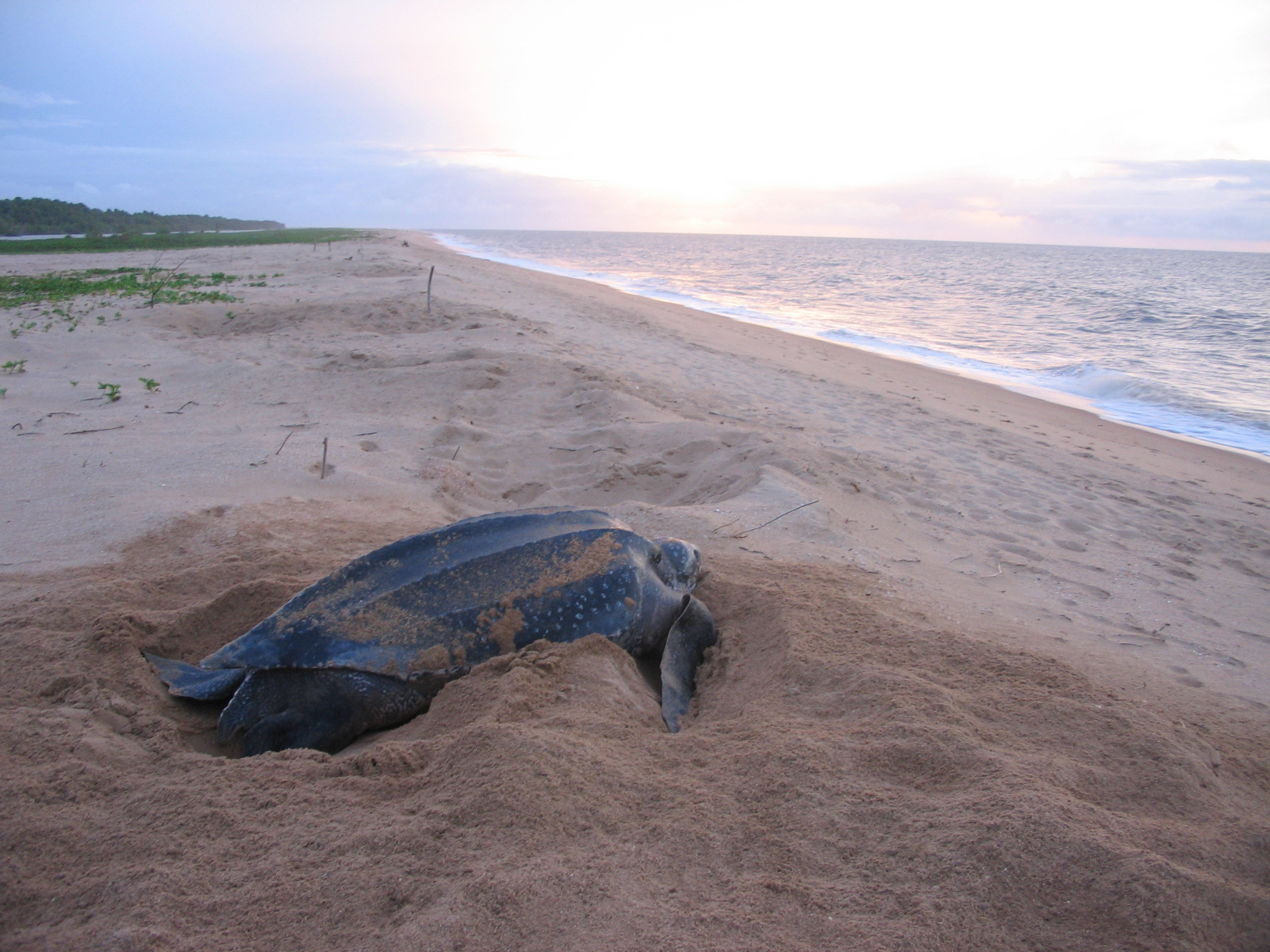
Het strand van Galibi is een van de belangrijkste broedplaatsen van de lederschildpad

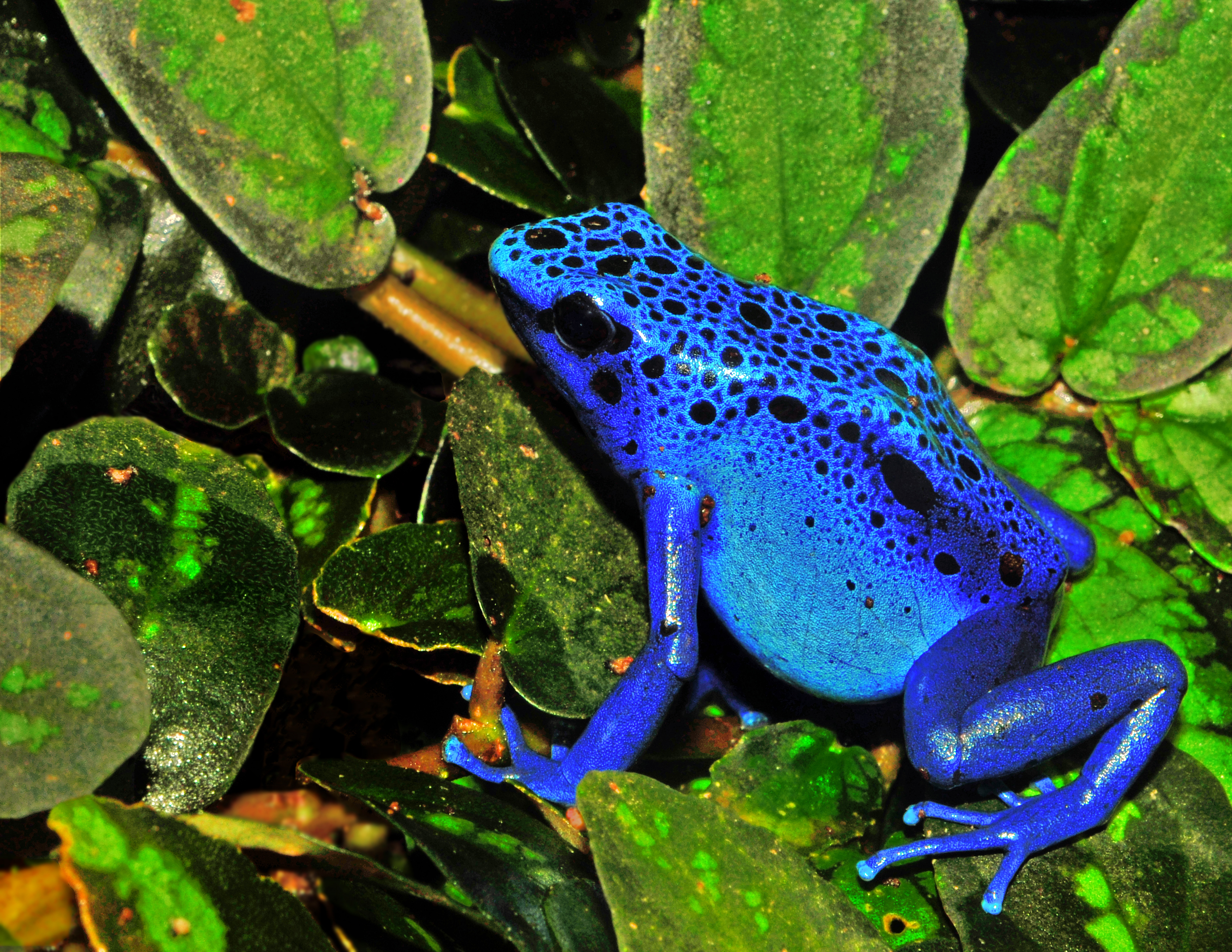
De blauwe pijlgifkikker is endemisch in Suriname

De biodiversiteit in Suriname kent een grote verscheidenheid aan flora en fauna. Het overgrote deel van Suriname, zo'n 90 procent, is met oerwoud bedekt. Dit oerwoud maakt deel uit van het grootste tropische regenwoud op aarde, het Amazoneregenwoud, waarvan het grootste deel op Braziliaans grondgebied ligt. Het Surinaamse binnenland is daarom een geliefd studieoord voor biologen uit de gehele wereld. Een groot aantal soorten vogels, reptielen en zoogdieren bewoont deze bossen en de kuststrook. Een voorbeeld daarvan zijn de schildpadden op het strand van Galibi (bij het gelijknamige dorp), waar bijzondere populaties schildpadden voorkomen. Naast de lederschildpad (Dermochelys coriacea), de meest voorkomende en enige die niet tot de zeeschildpadden behoort, zijn er nog andere schildpadsoorten. De lederschildpadden worden door de lokale bevolking Aitkanti genoemd. Verder vindt men in Suriname onder andere de bedreigde en beschermde jaguar, de luiaard, de reuzenmiereneter, de kaaiman (onder andere in Bigi Pan en Nickerie), het doodskopaapje, de brulaap, de tapir (onder andere bij Kabalebo) en de rode ibis (vooral in Bigi Pan en Nickerie). Met regelmaat worden jaguars gedood. Dit dier komt meer en meer voor in bebouwde omgeving, verdreven uit zijn eigen habitat door menselijke activiteiten. Het doden van de jaguar is strafbaar, maar er wordt zelden opgetreden tegen de jagers. In 2005 werd Suriname nog even wereldnieuws toen in Oost-Suriname ongeveer 25 nieuwe diersoorten werden ontdekt (in het Nassau- en Lelygebergte) en in 2013 nogmaals, toen 60 nieuwe diersoorten werden ontdekt in Zuidoost-Suriname.
Er zijn bedreigingen voor de natuur, met name door de ontbossing, bauxietwinning en door verontreiniging als gevolg van kleinschalige mijnbouw (met name goudwinning). Suriname heeft echter een lange historie op het gebied van natuurbescherming en ook op dit moment zijn er verschillende organisaties actief, zoals Stinasu, 's Lands Bosbeheer en wwf-guiana's. In 2019 had Suriname een Forest Landscape Integrity Index van 9.39/10, en stond op de vijfde plaats wereldwijd. Centraal Suriname Natuurreservaat scoorde 10/10, maar de bossen rond Paramaribo scoorden laag.

## Bevolking
Suriname heeft 541.638 (2012) inwoners en een bevolkingsdichtheid van slechts 3,6 inwoners/km². Hiermee is Suriname een van de dunst bevolkte landen ter wereld en vergelijkbaar met landen als Canada en Mauritanië. In het bosrijke district Sipaliwini, het grootste van het land, is de bevolkingsdichtheid zelfs maar 0,28 inw./km². De meeste inwoners wonen in het noorden van het land, in de districten Paramaribo, Wanica en Nickerie. Wereldwijd zijn er ongeveer een miljoen mensen van Surinaamse afkomst, waarvan ruim de helft in Suriname woont. Daarnaast woont een grote groep in het buitenland, voornamelijk in Nederland en België, maar ook in buurlanden Frans-Guyana, Brazilië en de Verenigde Staten wonen aanzienlijke aantallen Surinamers.

### Bevolkingsgroepen

Deze kaart toont per ressort welke bevolkingsgroep het grootste is. Geel: Marrons; Blauw: Inheemsen; Groen: Hindoestanen; Rood: Javanen; Bruin: Creolen; Grijs: Gemengd.

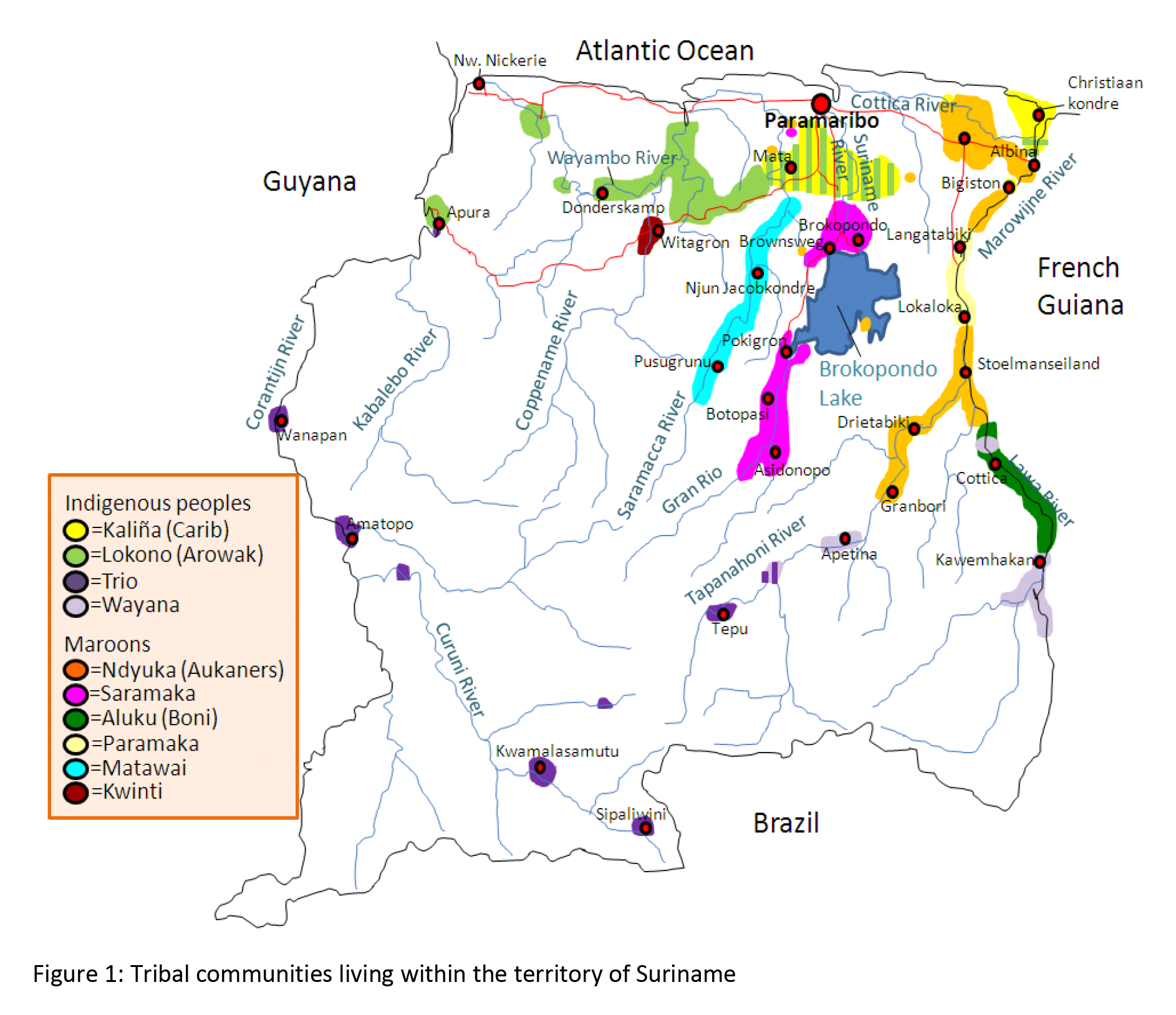
Spreiding van de inheemsen en marrons

De Surinaamse bevolking vormt een etnisch zeer diverse en multiculturele gemeenschap, waarin geen enkele groep een absolute of dominante meerderheid vormt. De bevolking bestaat uit een mengeling van de volgende etnische groepen, met tussen haakjes het aandeel van de groep bij de volkstelling in 2012. Bij de telling bepaalde de bevolking zelf tot welke etnische groep ze behoren:
- Inheemsen (3,8%), de oorspronkelijke bewoners van Suriname vallen onder verschillende volken en wonen vooral in het binnenland en rond de hoofdstad. Er zijn elf verschillende inheems-Surinaamse volken.
- Afro-Surinamers (37,4%), stammen af van uit Afrika aangevoerde slaven en kunnen in twee groepen worden verdeeld.
  - Creolen (15,7%), afstammelingen van Afrikanen, die veelal in de stedelijke gebieden wonen en overwegend christelijk zijn.
  - Marrons (21,7%), nakomelingen van gevluchte Afrikanen, die wilden ontsnappen aan een bestaan als slaaf, door zich in afgelegen bosgebieden te vestigen. Er zijn zes stammen van Surinaamse Marrons. Door de openlegging van het binnenland en als gevolg van de Binnenlandse Oorlog trokken veel Marrons naar Paramaribo en andere grotere plaatsen. Traditioneel volgen zij de winticultuur van geesten- en voorouderverering.[24]
- Aziatische Surinamers, grotendeels afstammelingen van Contractarbeiders uit Azië die naar Suriname zijn gebracht na de afschaffing van de slavernij. Zij kunnen in meerdere groepen worden verdeeld:
  - Hindoestanen (27,4%), afstammelingen van de Indiase 'contractarbeiders' uit het toenmalige Brits-Indië. Zij bewonen voornamelijk de districten Wanica, Paramaribo en Nickerie en zijn onderverdeeld in grofweg twee stromingen: hindoes en moslims.
  - Javanen (13,7%), nakomelingen van de contractarbeiders uit het toenmalige Nederlands-Indië. Het district Commewijne wordt van oudsher overwegend bevolkt door Javanen, daarnaast wonen velen van hen in Lelydorp en Paramaribo. Godsdienstig zijn zij overwegend moslim en daarnaast beoefenaars van geesten- en voorouderverering.
  - Chinezen (1,5%), zijn in twee groepen te verdelen.
    - de eerste groep bestaat uit nakomelingen van contractarbeiders uit Hongkong, Zuid-China of Nederlands-Indië. Het merendeel van deze Chinese Surinamers spreekt een dialect uit de Hakkataal en is overwegend katholiek.
    - Sinds +/- 2000 is er een toename van migratie vanuit China naar Suriname. De nieuwe Chinezen zijn overwegend werkzaam in de handel en horeca en zijn grotendeels niet-religieus.

  - Libanezen zijn Surinamers uit het Midden-Oosten. Zij komen voor het grootste deel uit Bcharre in Libanon en zijn maronieten. Daarnaast zijn er ook Syriërs en Palestijnen. In Suriname beschouwen zij zich niet als Arabieren, maar noemen zich liever Feniciërs.[bron?]
- Brazilianen (geschat tot wel 10%), oorspronkelijk voornamelijk werkzaam als goudzoekers in het binnenland.[25]
- Europeanen (1%), nakomelingen van Nederlanders en andere Europeanen uit de koloniale tijd. Zij worden ook wel bakra's genoemd. Ze wonen vooral in de districten Paramaribo en Wanica en zijn voornamelijk christen. De afstammelingen van Nederlandse kolonisten die in de 19e eeuw naar Suriname kwamen om zelf een boerenbedrijf te stichten, worden boeroes genoemd. Net als zij kwamen ook Portugezen uit Madeira naar Suriname om op plantages te werken.
- Joden, nakomelingen van voornamelijk Sefardische, maar ook Asjkenazische Joden. In hun geschiedenis speelt de Jodensavanne een grote rol. Veel joden zijn vermengd met andere bevolkingsgroepen.
- Overige immigrantengroepen uit de regio zijn Guyanezen, Haïtianen en Cubanen. Aanvankelijk waren zij actief in de landbouwsector, maar steeds meer nemen ze deel in andere sectoren.

In de volkstelling van 2012 beschouwde 13,4% van de bevolking zich als overwegende etniciteit "gemengd". 1,8% gaf aan onder een andere bevolkingsgroep te vallen.

### Diaspora

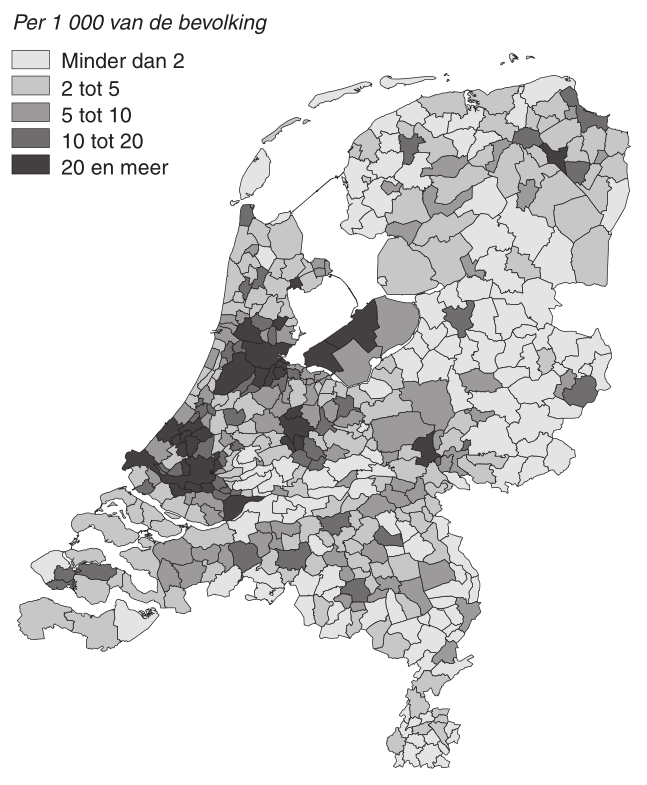
Spreiding van de Surinamers in Nederland (2011)

In Nederland leven circa 350.000 Surinamers, van wie velen rond de onafhankelijkheid (1975), na de militaire coup van 1980 of na de Decembermoorden van 1982 uit Suriname vertrokken. Van invloed hierop was ook dat bij de onafhankelijkheid Surinamers de keuze kregen de Nederlandse nationaliteit te behouden of de Surinaamse nationaliteit te krijgen. Verder zijn er Surinamers gemigreerd naar de Caraïben, Frans-Guyana, België en de Verenigde Staten.

### Taal
In Suriname worden twintig talen gesproken. Het Nederlands is de officiële taal. Samen met het Sranantongo, een wijdverspreide contacttaal, geldt het als lingua franca van Suriname. Het Sranantongo is een creoolse taal die hoofdzakelijk gebaseerd is op het Engels, en ook een grote Nederlandse invloed heeft; dat wil zeggen dat de (kern)woordenschat grotendeels uit het Engels en Nederlands stamt. Daarnaast zijn er invloeden van het Portugees, Spaans en Afrikaanse talen. De meeste Surinamers zijn meertalig: de verschillende bevolkingsgroepen van Suriname spreken in veel gevallen hun eigen moedertaal, het Nederlands en eventueel ook nog Sranan(tongo).
In het binnenland worden van oudsher talen uit drie Amerikaanse taalfamilies gesproken. De grootste groep hiervan zijn de relatief nauw verwante Caribische talen, waaronder het Karaïbs of Kalina en ook het Trio en Wayana vallen. Daarnaast is er het Arowaks, dat onder het Arawak valt, dat in Zuid-Amerika en de Caraïben wordt gesproken. Ten slotte werd er ook Warau gesproken (een taal uit de onderfamilie Paezan van de Macro-Chibchanfamilie). Deze taal heeft een aantal overeenkomsten met zowel het Karaïbs als Arawaks, maar met een geheel eigen vocabulaire. Vermoedelijk wordt deze taal niet meer in Suriname gesproken. Een vierde inheemse taal die ook wel in bepaalde Wayanadorpen aan de Lawa gesproken wordt is het Emerillon, dat vooral aan de Tampok in Frans-Guyana gesproken wordt en tot de Tupi-taalgroep hoort.
De marrons in het binnenland spreken verscheidene creoolse talen, die alle gebaseerd zijn op het Engels, maar sterk door Afrikaanse talen, het Portugees, Nederlands en/of Frans zijn beïnvloed. De woordenschat van het Saramaccaans, de meest gesproken taal van deze talen, is voor 5% à 20% van Afrikaanse oorsprong, voornamelijk van Congolese en Gbe-talen. De fonologie ervan benadert die van Afrikaanse talen het dichtst en de taal heeft zelfs een systeem van betekenisonderscheidende intonatie, zoals ook veel voorkomt in Afrika. Andere talen van de Marrons zijn het Aukaans, met het daaraan nauw verwante Paramaccaans van de Paramaccaners, en het meer Frans beïnvloede Aluku van de Aluku (Boni's). Het Matawai en het Kwinti, van de gelijknamige bevolkingsgroepen, kennen kleinere aantallen sprekers.
Qua aantallen sprekers zijn de belangrijkste talen in Suriname achtereenvolgens:
- het Nederlands (Surinaamse variëteit)
- het Sranantongo of Sranan
- het Sarnami Hindoestani (Surinaams Hindoestaans)
- het Surinaams-Javaans
- de verschillende Marrontalen (vooral Saramaccaans en Aukaans)
- het Karaïbs en Arowaks (inheemse talen)
- het Braziliaans Portugees
- het Frans
- het Spaans
- het Chinees (Hakka, Standaardmandarijn en -kantonees)

Daar de meeste Surinamers meertalig zijn (bijvoorbeeld Nederlands- én Surinaamstalig), is het echter niet eenvoudig om mensen in te delen in één bepaalde taalgroep. Volgens de uitkomsten van de achtste algemene volks- en woningtelling, die in 2012 in Suriname werd gehouden, is Nederlands de meest gesproken thuistaal in Suriname. In ruim 73% van de huishoudens wordt Nederlands als eerste of tweede taal gesproken. Het Sranantongo wordt in 44% van de huishoudens gesproken, hoofdzakelijk als tweede taal, het Sarnami Hindoestani in ruim 21% en het Javaans in 9% van de huishoudens. Opmerkelijk is de tweetaligheid van de Surinaamse huishoudens: in bijna 80% wordt een tweede taal gesproken.
Naast deze grote rijkdom aan gesproken talen worden in Suriname nog minstens drie gebarentalen gebruikt: Nederlandse Gebarentaal (NGT), een eigen Surinaamse Gebarentaal en een dorpsgebarentaal in het marrondorp Kajana: de Kajana Gebarentaal.

### Godsdienst

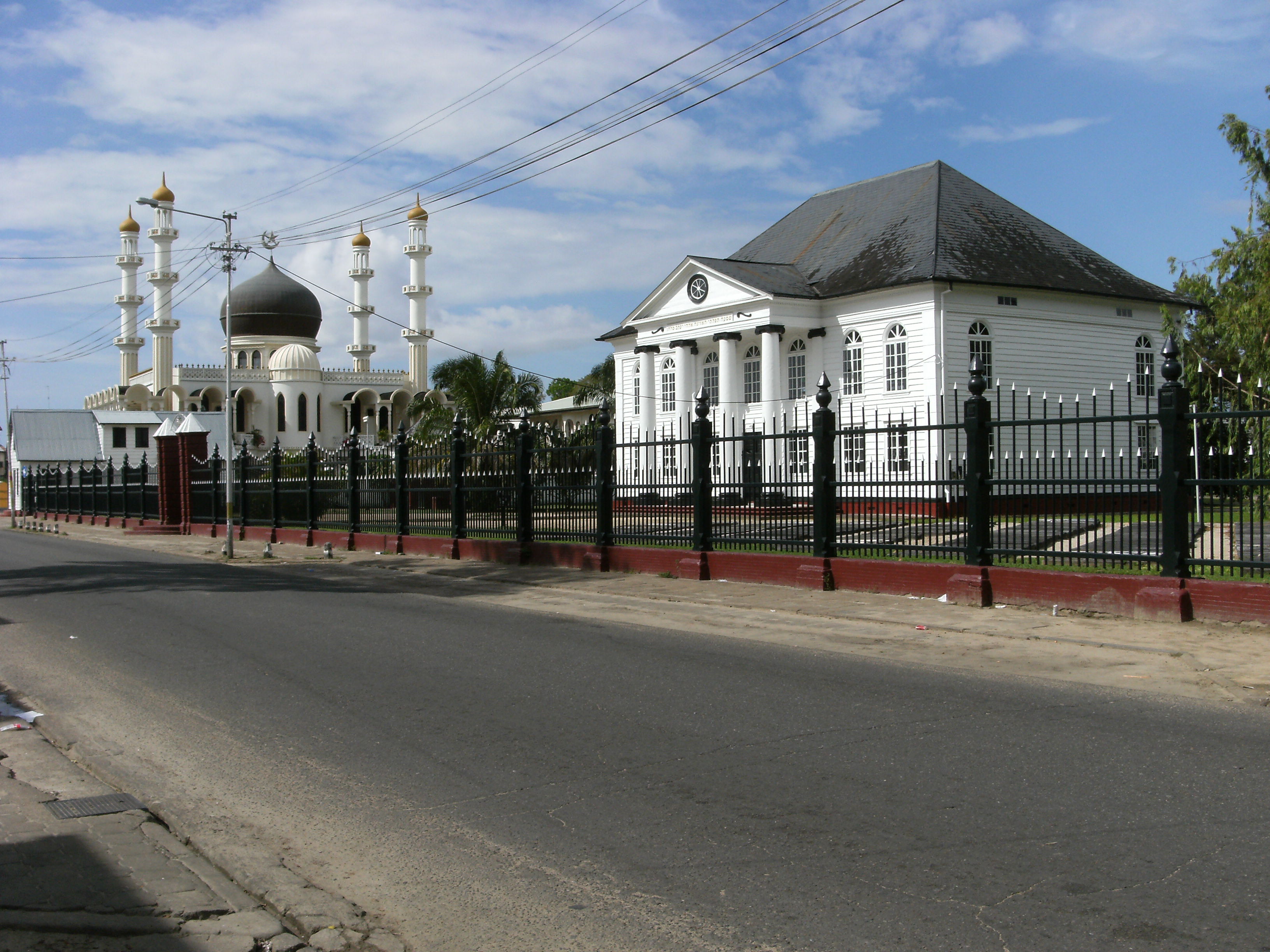
Moskee Keizerstraat (islamitisch) en Synagoge Neve Shalom (joods) naast elkaar

Volgens het CIA World Factbook was in 2012 de verhouding tussen de religies als volgt:
- 48,4% christendom: 26,8% protestantse kerken en 21,6% Rooms-katholieke kerk
- 22,3% hindoeïsme
- 13,8% islam
- 10,7% geen religie of onbekend
- 4,7% traditionele en andere religies

De grootste religieuze denominaties in Suriname waren op dat moment R.K. (21,6%), Hindoe Sanatan (18,0%), Pinksterbeweging (11,2%) en Evangelische Broedergemeente Suriname (11,2%).

## Bestuur en instellingen

### Staats- en regeringsvorm

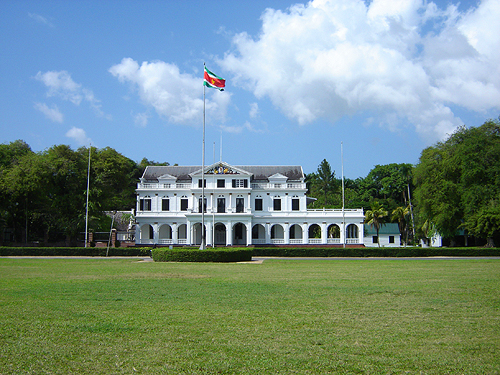
Het Presidentieel Paleis

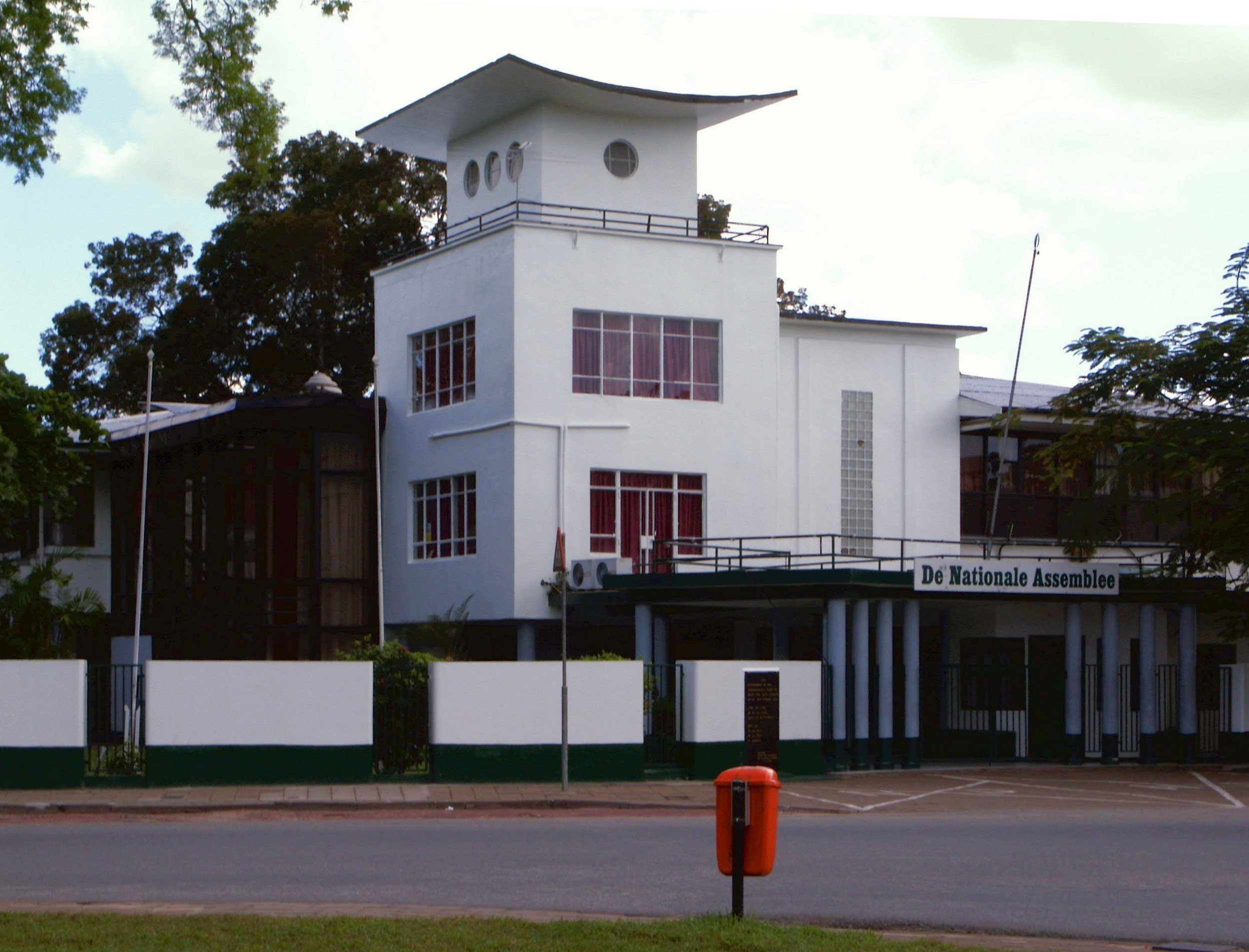
De Nationale Assemblée

Suriname is naar staatsvorm een presidentiële republiek en naar regeringsvorm een parlementaire democratie. De laatste grondwet dateert van 30 september 1987. Volgens die van 1975 praktiseerde Suriname een parlementair systeem. Na de Sergeantencoup, een militaire machtsovername van 25 februari 1980, werd dit buiten werking gesteld. Dat gebeurde op 13 augustus 1980, nadat president Johan Ferrier vrijwillig was afgetreden. Onder druk van de Verenigde Staten, Nederland, Frankrijk en de VN waren de militaire machthebbers genoodzaakt onderhandelingen met de politieke leiders van vóór 1980 te voeren. Doel was een terugkeer naar de democratie. Dit staat in de Surinaamse geschiedenis ook wel bekend als het zogenaamde Topberaad: overleg tussen het militair gezag en de leiders van de VHP (Jagernath Lachmon) en de NPS (Henck Arron).
Resultaat van de onderhandelingen was niet alleen een terugkeer naar de democratie, maar tevens het officieel afschaffen van de grondwet van 1975 en het invoeren van die van 1987. Deze werd op 30 september 1987 bij referendum goedgekeurd door het volk van Suriname.
De nieuwe grondwet voorzag in een sterke positie voor de president in het staatsbestel en de invoering van de functie van vicepresident. De ministers kregen in vergelijking met de grondwet van 1975 minder macht, omdat ze ondergeschikt werden aan de president, die regeringsleider en staatshoofd is.
Het voorstel van een direct gekozen president werd door de oude politiek afgewezen. Daarom wordt de president door het parlement gekozen. Ondanks deze wijze van verkiezing heeft de Surinaamse president aanzienlijke bevoegdheden, vergelijkbaar met die van de Amerikaanse president. In Suriname spreekt men ook wel van een 'sterke' president.

### Politiek
Chan Santokhi is president, Ronnie Brunswijk vicepresident.

#### Parlement
Suriname heeft een eenkamerparlement, DNA, met 51 zetels, dat rechtstreeks gekozen wordt voor een termijn van vijf jaar in algemene, vrije en geheime verkiezingen. Voor deze verkiezing wordt het land opgedeeld in kieskringen, waarbinnen een vastgesteld aantal zetels te verdelen zijn. Deze aantallen zijn niet gebaseerd op de huidige bevolkingsomvang, maar nog op die in 1954, waardoor de dunbevolkte kieskringen sterk zijn oververtegenwoordigd en Paramaribo en Wanica sterk zijn ondervertegenwoordigd.

#### Regering
De regering bestaat uit de president, de vicepresident en de ministers. De president en vicepresident worden gekozen door De Nationale Assemblée. De kandidaten moeten minstens een tweederdemeerderheid van de DNA-leden achter zich krijgen. Indien dit na twee stemmingen nog niet gelukt is, wordt de Verenigde Volksvergadering bijeengeroepen, bestaande uit de 919 leden van alle volksvertegenwoordigingen in het land, die met een gewone meerderheid de president kiest. De president stelt zelf zijn kabinet van ministers samen en heeft vergaande uitvoerende bevoegdheden. De vicepresident is net als de ministers verantwoording verschuldigd aan de president.

### Bestuurlijke indeling

De tien districten van Suriname

Suriname is onderverdeeld in tien districten, die elk weer onderverdeeld zijn in ressorten. De tien districten zijn alfabetisch gerangschikt:
1. Nickerie
2. Coronie
3. Saramacca
4. Wanica
5. Paramaribo
6. Commewijne
7. Marowijne
8. Para
9. Sipaliwini
10. Brokopondo

De ressorten zijn het laagste bestuurlijke niveau. Tegelijk met de verkiezingen voor De Nationale Assemblée worden ook de leden van de ressortraden verkozen, volgens het zogenoemde personenmeerderheidsstelsel. Hierbij heeft de kiezer evenveel stemmen als er zetels te verdelen zijn en worden de kandidaten op volgorde van het totale aantal behaalde stemmen verkozen. De ressortraden hebben behalve beperkte uitvoerende bevoegdheden vooral een signaalfunctie naar de regering in Paramaribo.
De districten hebben iets meer uitvoerende bevoegdheden en hebben daarvoor een apart dagelijks bestuur, dat bestaat uit een door de regering benoemde districtscommissaris en gedeputeerden. De zetels in de districtsraad worden op basis van de totale zetelverdeling in de ressortraden van het district evenredig over de partijen verdeeld.

### Justitie
Het rechtssysteem is gebaseerd op dat van Nederland, zij het dat er duidelijke verschillen zijn op enkele punten. Het concordantiebeginsel kan als verklaring gelden voor de duidelijk aanwijsbare Nederlandse oriëntatie in het rechtsleven. De rechtspraak is in hoogste instantie in handen van het Hof van Justitie van Suriname. De leden van het Hof zijn eveneens belast met rechtspraak in de (lagere) kantongerechten. De rechterlijke macht vindt zijn basis in hoofdstuk XV van de grondwet. De rechters worden benoemd door de president van de Republiek.

### Buitenlandse betrekkingen en landsverdediging

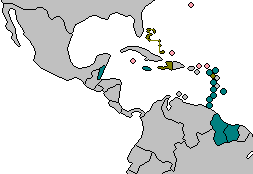
Caricom

Suriname is sinds 4 juli 1995 volwaardig lid van de Caricom, de Caribische handelsorganisatie.
Sinds december 2002 hebben de regering van Suriname en het gemeentebestuur van Den Haag een samenwerkingsovereenkomst. Doel van deze overeenkomst is dat de bevolking van Suriname en Den Haag met elkaar activiteiten ontwikkelen die gericht zijn op het uitwisselen van kennis, kunst, cultuur en sport. Daarnaast wordt het gestimuleerd dat scholen en welzijnsinstellingen in Suriname en Den Haag met elkaar gaan samenwerken. Wat de samenwerking met Vlaanderen betreft, kan vermeld worden dat er twee stedenbanden actief zijn. Deze beogen een samenwerking tussen besturen op gang te brengen op verschillende vlakken (toerisme, visserij, cultuur, onderwijs, energie, milieu, drinkwater):
- stedenband tussen het district Para en Leuven
- stedenband tussen Galibi en Koksijde

Verder zijn er ook scholenbanden ontstaan tussen Vlaamse en Surinaamse scholen in de schoot van de Vlaamse Vereniging voor Ontwikkelingssamenwerking en technische Bijstand.

#### Defensie en politie
Het Nationaal Leger van Suriname omvat ook een bescheiden marine en luchtmacht. Voor de civiele ordehandhaving is er het Korps Politie Suriname (KPS). Het land beschikt bovendien over een kustwacht.

#### Grensconflicten

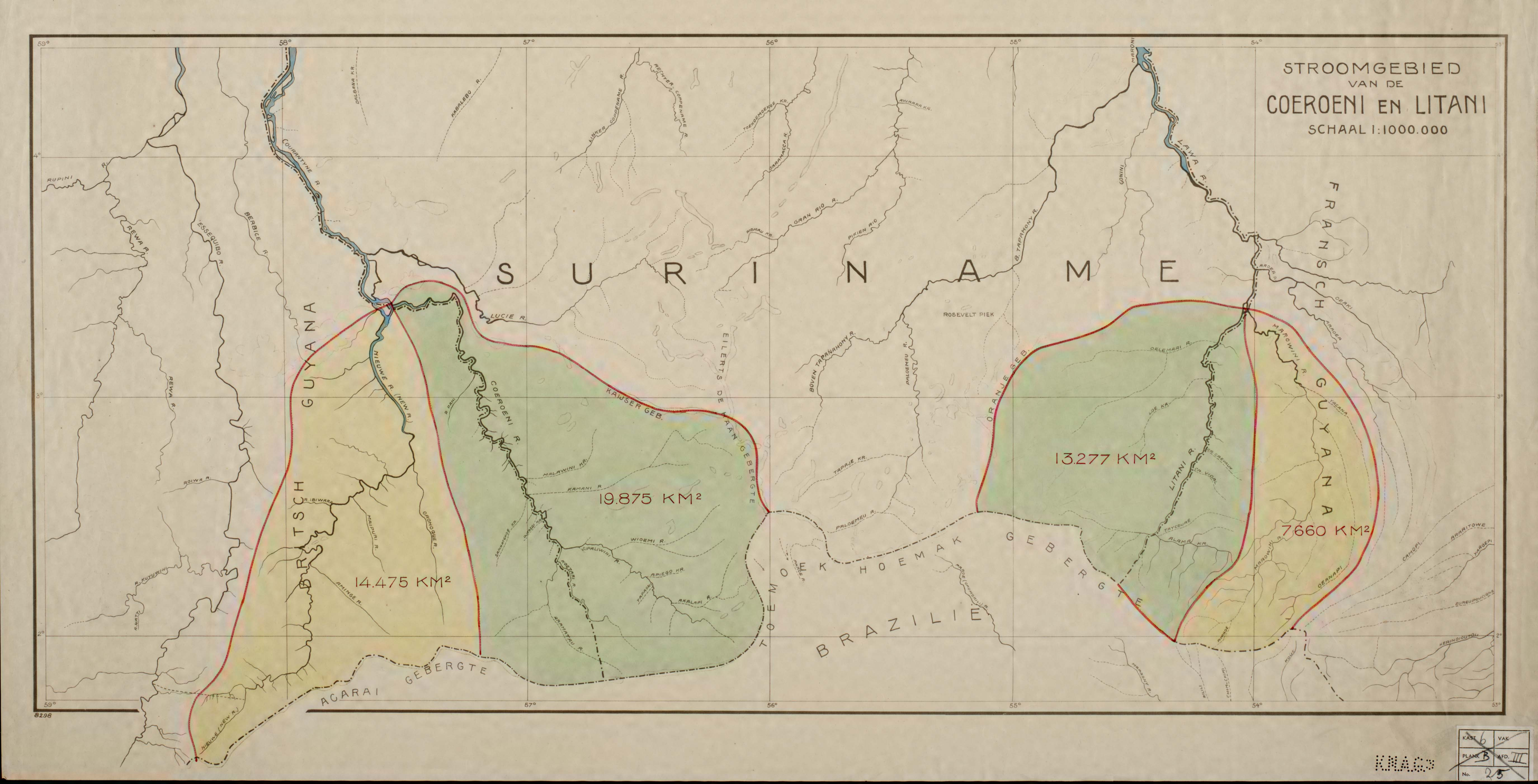
Betwiste gebieden van Suriname met Frans-Guyana en Guyana.

- Tussen de rivieren de Litani en de Marowijnekreek ligt een gebied dat wordt betwist door Suriname en Frankrijk (Frans-Guyana).
- Tussen de rivieren de Boven-Corantijn of Nieuwe Rivier en de Coeroenie-Koetari ligt een gebied dat wordt betwist door Suriname en Guyana. Dit gebied staat in Suriname bekend als het Tigri-gebied en in Guyana als de New River Triangle.
- Tot 2007 beschouwde Suriname de linkeroever van de Corantijn als grens, terwijl Guyana het midden van de rivier als grens beschouwde. Dit werd met een uitspraak van het Permanent Hof van Arbitrage in Den Haag in het voordeel van Suriname beslist. (Zie ook Berbice.)
- Een derde grensconflict betrof de zeegrens tussen de twee landen voor de monding van de Corantijn. Het geschil was voorgelegd aan het Internationaal Zeerechttribunaal (ITLOS) te Hamburg. ITLOS deed in september 2007 uitspraak, wat ertoe resulteerde dat noch Suriname, noch Guyana hun aanspraken volledig gegrond zagen. De door Guyana uitgegeven en door Suriname betwiste 'CGX-concessie', waar vermoedelijk olie aanwezig was, kwam door de nieuwe grensbepaling wel op het gebied van Guyana te liggen.

#### Andere conflicten
- Illegale drugshandel: Suriname wordt beschouwd als doorvoerland voor drugs van Zuid-Amerika naar Europa en Brazilië, met name cocaïne uit Colombia. Het wordt ook beschouwd als exportland van cannabis, ondanks dat cannabis in Suriname verboden is.[28]
- Illegale wapenhandel: Suriname wordt beschouwd als doorvoerland voor wapens-voor-drugstransacties, met name vinden transacties plaats met de Colombiaanse rebellenbeweging FARC.

### Onderwijs

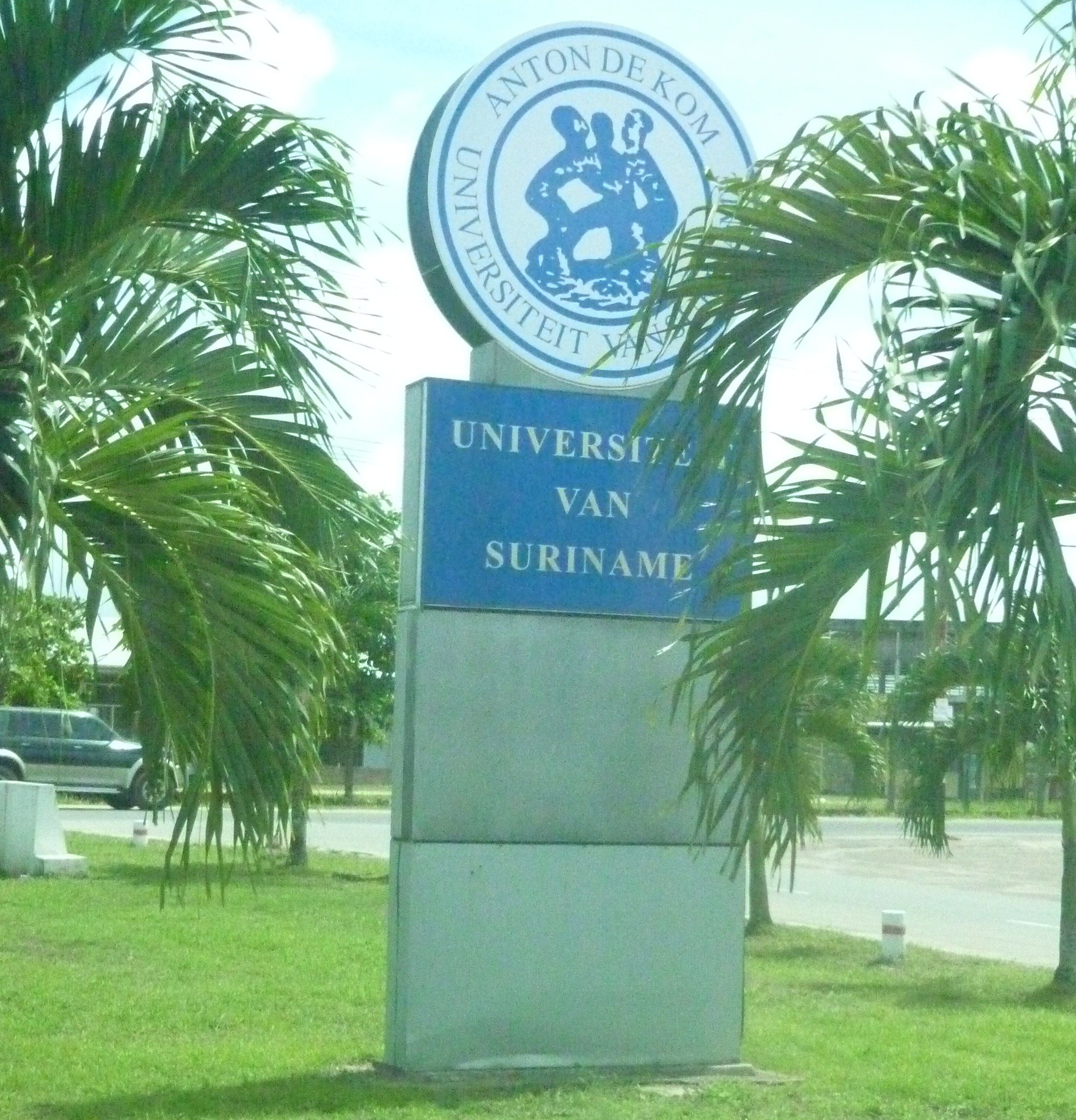
De universiteit van Suriname

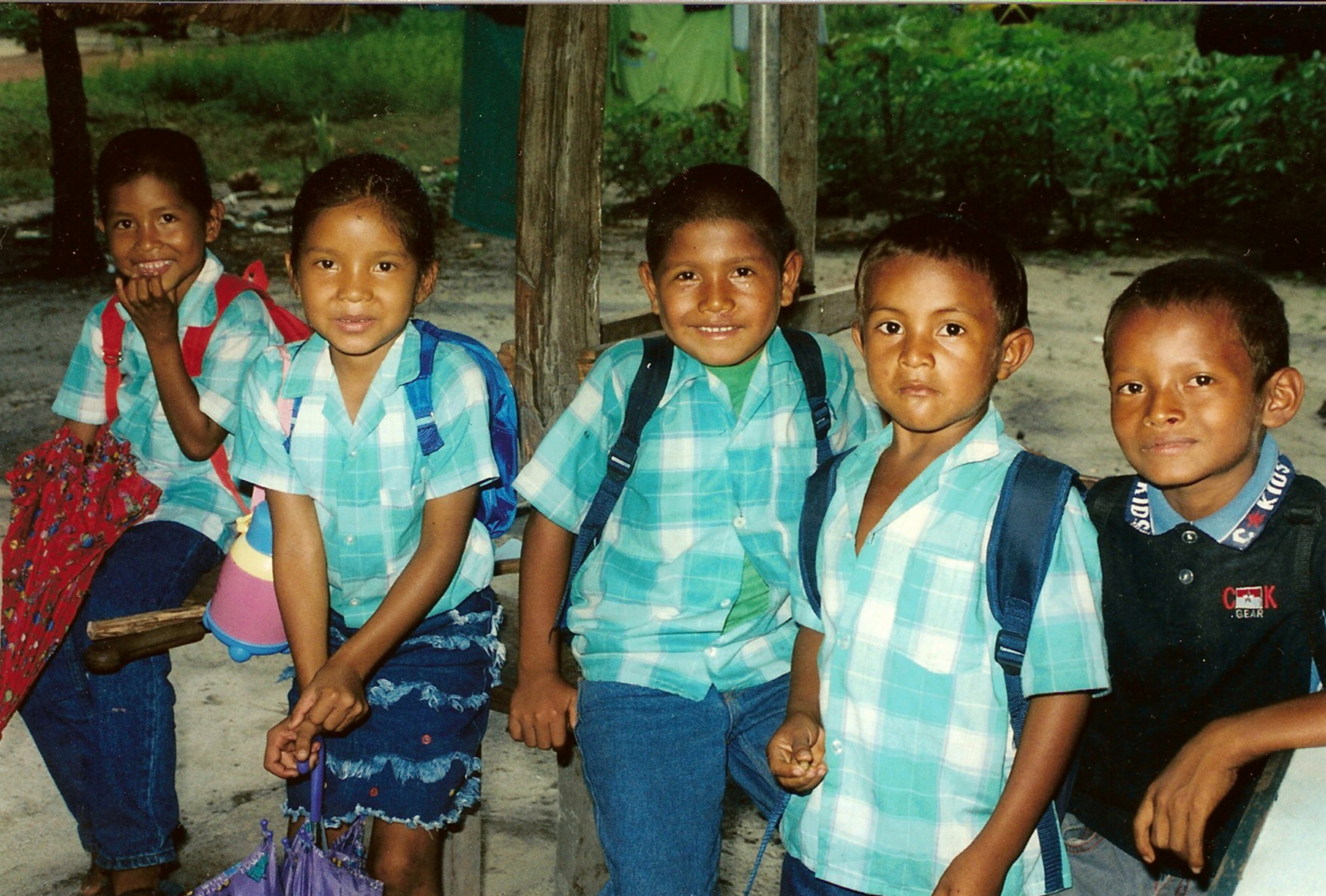
Kinderen in schooluniform

In 1876 werd de leerplicht in Suriname ingesteld, maar deze is sindsdien niet meer gewijzigd. Het volgen van onderwijs is verplicht voor kinderen tussen 7 en 12 jaar, en 93% van de totale bevolking kan lezen en schrijven. Het onderwijs in Suriname wordt onderverdeeld in primair, secundair en tertiair onderwijs:
Het primair onderwijs is het gewoon lager onderwijs (G.L.O.), oftewel de basisschool.
Dit onderwijs bestaat uit openbare scholen (O.S.) en particuliere scholen.
De openbare scholen vallen onder beheer en gezag van de overheid.
Het VOJ en VOS behoren tot het secundair onderwijs: dat is Voortgezet Onderwijs voor Junioren en Voortgezet Onderwijs voor Senioren.
Het tertiair onderwijs is het hoger onderwijs, wat omvat: alle opleidingen op post-secundair niveau waarvoor als toelating minimaal een diploma op VOS-niveau vereist is of een equivalent daarvan.
De ADEKUS, het IOL, de LOBO, het PTC en het AHKCO zijn instellingen die vallen onder het MINOV.

### Gezondheidszorg
In Paramaribo bevinden zich vijf grote ziekenhuizen: het Academisch Ziekenhuis Paramaribo, het RK Sint Vincentius ziekenhuis, het 's Lands Hospitaal, het Wanicaziekenhuis en het Diakonessenhuis. Daarnaast is er een ziekenhuis in Nieuw Nickerie met circa 100 bedden het Mungra Medisch Centrum (MMC), tot 2017 geheten het Drs. Lachmipersad Mungra Streekziekenhuis Nickerie (LMSZN), en enkele kleinere streekhuizen. Problemen in de gezondheidszorg zijn grotendeels te wijten aan gebrek aan overheidsgelden; aan de emigratie van artsen en verplegend personeel (kennisvlucht); en aan de gebrekkige transportmogelijkheden en infrastructuur. In de binnenlanden wordt de zorg geleverd op zogeheten missieposten.
Het Psychiatrisch Centrum Suriname verzorgt de geestelijke gezondheidszorg.

## Economie
De economie liet tot 2012 een gezonde groei zien. Opvallend is het oplopen van het begrotingstekort en de staatsschuld in 2013. De overheidsinkomsten zijn afhankelijk van de opbrengsten van de mijnbouwindustrie en deze kampten in dat jaar met dalende prijzen op de wereldmarkt. Het overschot op de lopende rekening is hierdoor in 2013 omgeslagen in een tekort. Tot slot is het tekort op de begroting ook fors opgelopen. De financiële positie van het land is hierdoor uitgehold en de economie is in een recessie beland. In april 2016 werd bekend dat het land een noodkrediet kreeg van het Internationaal Monetair Fonds (IMF) van 425 miljoen euro. Samen werkten de twee aan een hervormingsprogramma waarbij de overheidsuitgaven worden beperkt en de inkomsten worden verhoogd door onder andere de invoering van btw. Het krediet met een looptijd van twee jaar werd op 27 mei 2016 door de bestuursraad van het IMF goedgekeurd.
Onder het bewind Bouterse werden belangrijke economische gegevens niet meer gepubliceerd. De Centrale Bank van Suriname publiceerde geen jaarverslagen meer en andere economische data werd sporadisch bekendgemaakt. Op 1 november 2020 heeft de nieuwe regering van Chan Santokhi de zorgwekkende economische situatie gepresenteerd: het land is zo goed als failliet. De staatsschuld is vervijfvoudigd van 26% van het bnp in 2014 naar 125% in 2020 mede door hoge tekorten op de staatsbegroting. Er wordt veel meer geïmporteerd dan geëxporteerd met lage reserves van buitenlandse valuta reserves tot gevolg. Aflossing en rentebetalingen op buitenlandse schulden zijn bijna onmogelijk geworden. De waarde van de Surinaamse dollar staat vanaf september 2020 onder zware druk. In 2019 was het bruto nationaal inkomen per hoofd van de bevolking nog zo'n US$ 6500, maar in 2021 was dit met 30% gedaald naar iets minder dan US$ 4700.

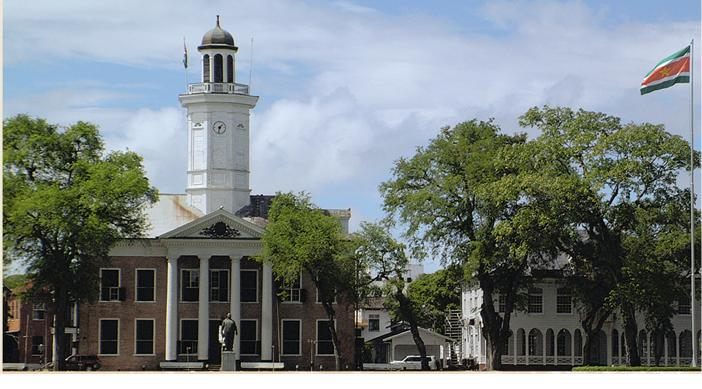
Het Ministerie van Financiën

| Jaar | Reële groei bnp | Gemiddelde inflatie | Saldo lopende rekening (in miljoenen US$) | Overheidstekort (in % bnp) | Staatsschuld (in % bnp) | Werkloosheid |
| ---- | --------------- | ------------------- | ----------------------------------------- | -------------------------- | ----------------------- | ------------ |
| 2009 | 3,0%            | −0,1%               | -                                         | −2,1%                      | 15,7%                   | -            |
| 2010 | 5,1%            | 6,9%                | -                                         | −2,5%                      | 18,6%                   | 7,2%         |
| 2011 | 5,3%            | 17,7%               | 431                                       | −2,0%                      | 20,1%                   | 7,5%         |
| 2012 | 3,0%            | 5,0%                | 162                                       | −2,7%                      | 21,6%                   | 8,1%         |
| 2013 | 2,9%            | 1,9%                | −296                                      | −5,9%                      | 29,9%                   | 6,6%         |
| 2014 | 1,8%            | 3,4%                | −288                                      | −5,6%                      | 26,7%                   | 5,5%         |
| 2015 | −3,4%           | 6,9%                | −786                                      | −9,8%                      | 43,4%                   | 7,2%         |
| 2016 | −5,6%           | -                   | −160                                      | −11,3%                     | 75,5%                   | 9,7%         |
| 2017 | 1,8%            | -                   | 61                                        | −9,3%                      | 74,7%                   | 7,2%         |
| 2018 | 4,9%            | 6,8%                | −148                                      | −9,9%                      | 81,5%                   | 9,7%         |
| 2019 | 1,2% (v)        | 4,4% (v)            | 208 (v)                                   | −18,4% (v)                 | 88,6% (v)               | 7,2%         |
| 2020 | −16,0% (v)      | 34,9% (v)           | 83 (v)                                    | −9,6% (v)                  | 111,4% (v)              | -            |
| 2021 | −2,7% (v)       | 59,1% (v)           | −417 (v)                                  | 1,7% (v)                   | 123,8% (v)              | 7,2%         |
| 2022 | 0,9% (v)        | 52,4% (v)           | −225 (v)                                  | −0,9% (v)                  | 122,2% (v)              | -            |

#### Munt
De nationale munteenheid is de Surinaamse dollar (=100 cent); code: SRD; deze verving per 1 januari 2004 de Surinaamse gulden als munteenheid. De nominale waarde werd daarmee met een factor duizend verkleind: duizend Surinaamse guldens werd één Surinaamse dollar. Een eigenaardig bijeffect was dat het oude muntgeld, dat door de devaluatie niet meer werd gebruikt, opeens het duizendvoudige waard werd. Sinds begin 2016 is de vaste verhouding ten opzichte van de Amerikaanse dollar losgelaten en vanaf maart 2016 werd de koers via een aantal wekelijkse valutaveilingen vastgesteld. Daarna is de koers vrijgelaten en liep deze langzaam op. Tegen het einde van het jaar 2016 bereikte de wisselkoers een niveau van 7,50 SDR per dollar, waarna de koers op dit niveau stabiliseerde. Hieraan kwam een einde op 22 september 2020. De wisselkoers versus de Amerikaanse dollar halveerde van SRD 7,52 voor 1 US$ naar SRD 14,018 (aankoop) en SRD 14,29 (verkoop).

### Mijnbouw

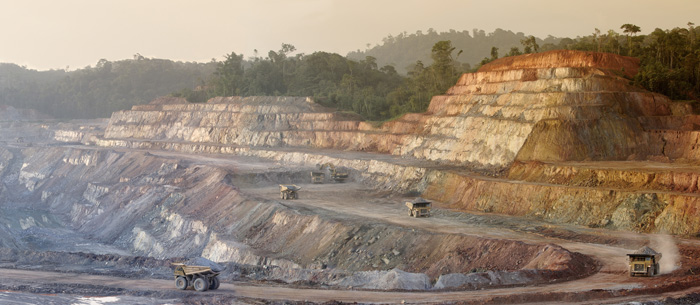
Open goudmijn van Rosebel

Suriname is zeer rijk aan natuurlijke hulpbronnen en wordt op grond daarvan wel als zeventiende op de lijst van rijkste landen geplaatst. De natuurlijke hulpbronnen omvatten onder andere hout, goud, aardolie, bauxiet en porseleinaarde (kaolien). Ook bevinden er zich kleine hoeveelheden nikkel, koper, platina en ijzererts. Andere takken van de economie zijn landbouw (akkerbouw, veeteelt, pluimvee en visserij), hout en handel.

#### Goud
In de 21e eeuw werd er goud ontdekt in het resort Tapanahony van het district Sipaliwini, wat veel mensen van elders in Suriname maar ook uit andere delen van de wereld (met name Canada en Brazilië) heeft aangetrokken. Goud is tegenwoordig een zeer belangrijke economische activiteit. Per jaar wordt in Suriname zo'n 30 ton goud geproduceerd en geëxporteerd. De export van goud leverde tussen 2011 en 2013 gemiddeld zo'n $ 1,5 miljard per jaar op en dit was twee derde van het totaal.

#### Bauxiet

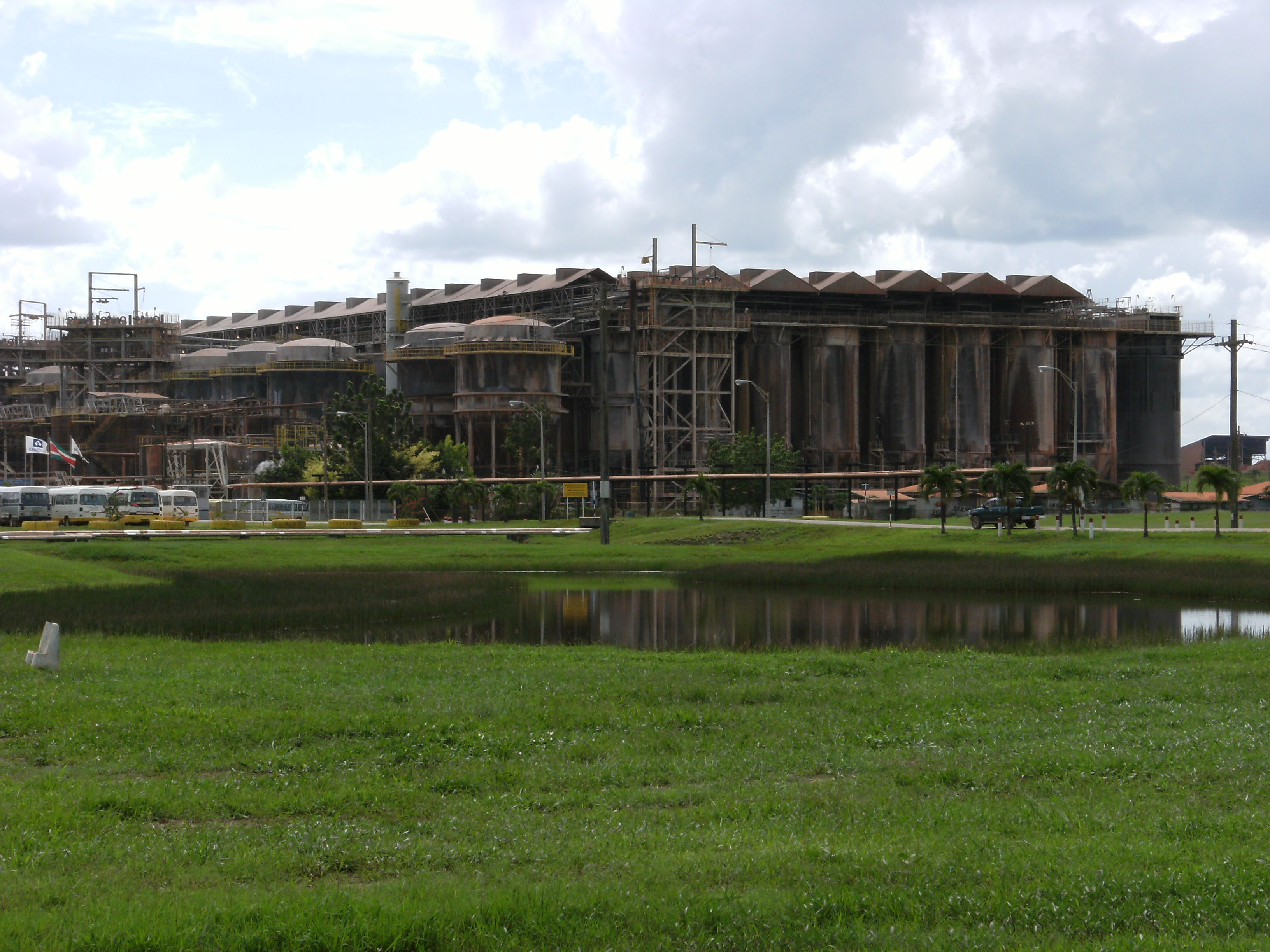
Bauxietfabriek van Suralco te Paranam, 2008

Een belangrijke pijler van de Surinaamse economie was de winning van bauxiet door Suralco en Billiton bij het plaatsje Moengo, niet ver van Albina. Tijdens de Tweede Wereldoorlog liep de productie sterk op voor de oorlogsindustrie en in 1950 had Suriname een aandeel van ruim 25% in de wereldwijde bauxietproductie. De winning loopt echter terug omdat de mijnen uitgeput raken. In 2008 werd de exportwaarde van aluinaarde (het belangrijkste bestanddeel van bauxiet) ingehaald door die van goud. Alcoa was in onderhandeling met de staat over de verkoop van Suralco, maar in december 2014 wees de overheid een voorstel af. Alcoa stopte in 2015 alle bedrijfsactiviteiten en op 1 januari 2020 gaf zij de stuwdam aan de staat Suriname. (Aanverwante industrie: aluinaardefabriek en aluminiumsmelterij (Billiton en Alcoa). Ten zuiden van Paramaribo is door de aanleg van een stuwdam in de Surinamerivier het Prof. Dr. Ir. W.J. van Blommesteinmeer ontstaan; de Afobakawaterkrachtcentrale aan het meer levert elektriciteit, onder meer voor de productie van aluminium. Het staatsbedrijf Grassalco is actief op het gebied van de goudwinning, het delft steenslag, het ontwikkelt een granietmijn en doet aan plantvermeerdering.

#### Aardolie
Een andere belangrijke pijler is de winning van aardolie door Staatsolie Maatschappij Suriname N.V., voornamelijk in Saramacca, een kustdistrict 45 kilometer ten westen van Paramaribo. Dit bedrijf is sinds 13 december 1980 actief en de staat is de enige aandeelhouder ervan. Al meer dan 30 jaren draagt Staatsolie bij tot de ontwikkeling van Suriname. Het bedrijf is tevens agent voor de staat, bevordert actief het potentieel aan koolwaterstof van Suriname en controleert aardolieovereenkomsten namens de staat.
In buurland Guyana zijn voor de kust grote oliereserves aangetoond in het Stabroek-blok, maar bij Suriname bleven deze berichten uit tot begin januari 2020. Op 6 januari 2020 maakten het Amerikaanse oliebedrijf Apache en Total SA echter bekend een aanzienlijk olieveld te hebben gevonden voor de kust, bij een bron genaamd Maka Central-1. De twee bedrijven gaan door met proefboringen om meer olie te ontdekken. In maart 2020 werd een tweede vondst bekendgemaakt, Sapakara West-1. Apache spreekt over een „belangrijke vondst” zonder nadere details. Later in het jaar, in juli, volgde een derde vondst, Kwaskwasi-1, die als beste van de drie vondsten werd bestempeld. Details over de hoeveelheid olie in de zeebodem zijn niet bekendgemaakt. 14 januari 2021 werd een vierde ontdekking in put Keskesi East-1 bekendgemaakt.

### Landbouw

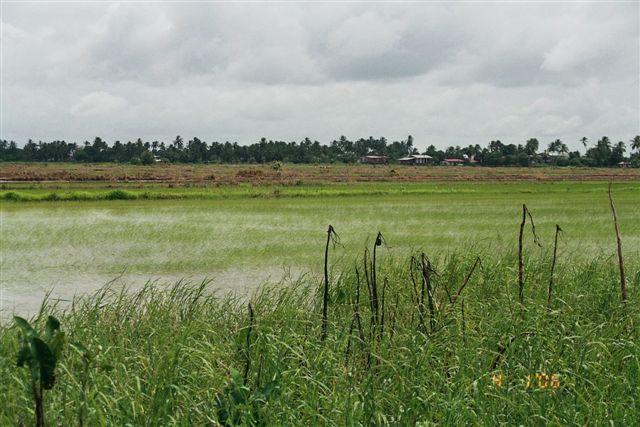
Een rijstveld in Nickerie

Belangrijke landbouwproducten van Suriname zijn: rijst, bacoven (=bananen), palmpitten, kokosnoten, pinda's, rundvlees, kippen, bosproducten en garnalen.
- Export: onder meer rijst, garnalen, bacoven en palmolie.
- Import: consumptiegoederen, olieproducten, voedingsmiddelen en productiemiddelen.

Het beplante areaal (in ha.) verschilt sterk van district to district. Nickerie neemt het leeuwendeel voor zijn rekening.
| District   | 2009   | 2010   | 2011   | 2012   | 2013   |
| ---------- | ------ | ------ | ------ | ------ | ------ |
| Nickerie   | 53.576 | 52.900 | 57.102 | 51.690 | 59.631 |
| Saramacca  | 3.907  | 4.007  | 3.333  | 3.330  | 3.531  |
| Wanica     | 1.570  | 1.465  | 1.329  | 1.154  | 1.324  |
| Coronie    | 877    | 796    | 423    | 480    | 583    |
| Commewijne | 601    | 598    | 525    | 393    | 481    |
| Para       | 442    | 444    | 94     | 124    | 135    |
| Marowijne  | 132    | 102    | 110    | 196    | 225    |
| Totaal     | 61.106 | 60.317 | 62.916 | 57.371 | 65.910 |

### Toerisme
Het grootste deel van de toeristen bezoekt Paramaribo, dat als uitvalsbasis dient voor andere te bezoeken gebieden in het land. Het binnenland met de vele ongerepte regenwouden is daarnaast een belangrijke bestemming voor eco-toerisme. Het toerisme heeft een stabiliserende invloed op de Surinaamse economie, zorgt daarbij voor buitenlandse valuta en versterkt de werkgelegenheid.

## Infrastructuur

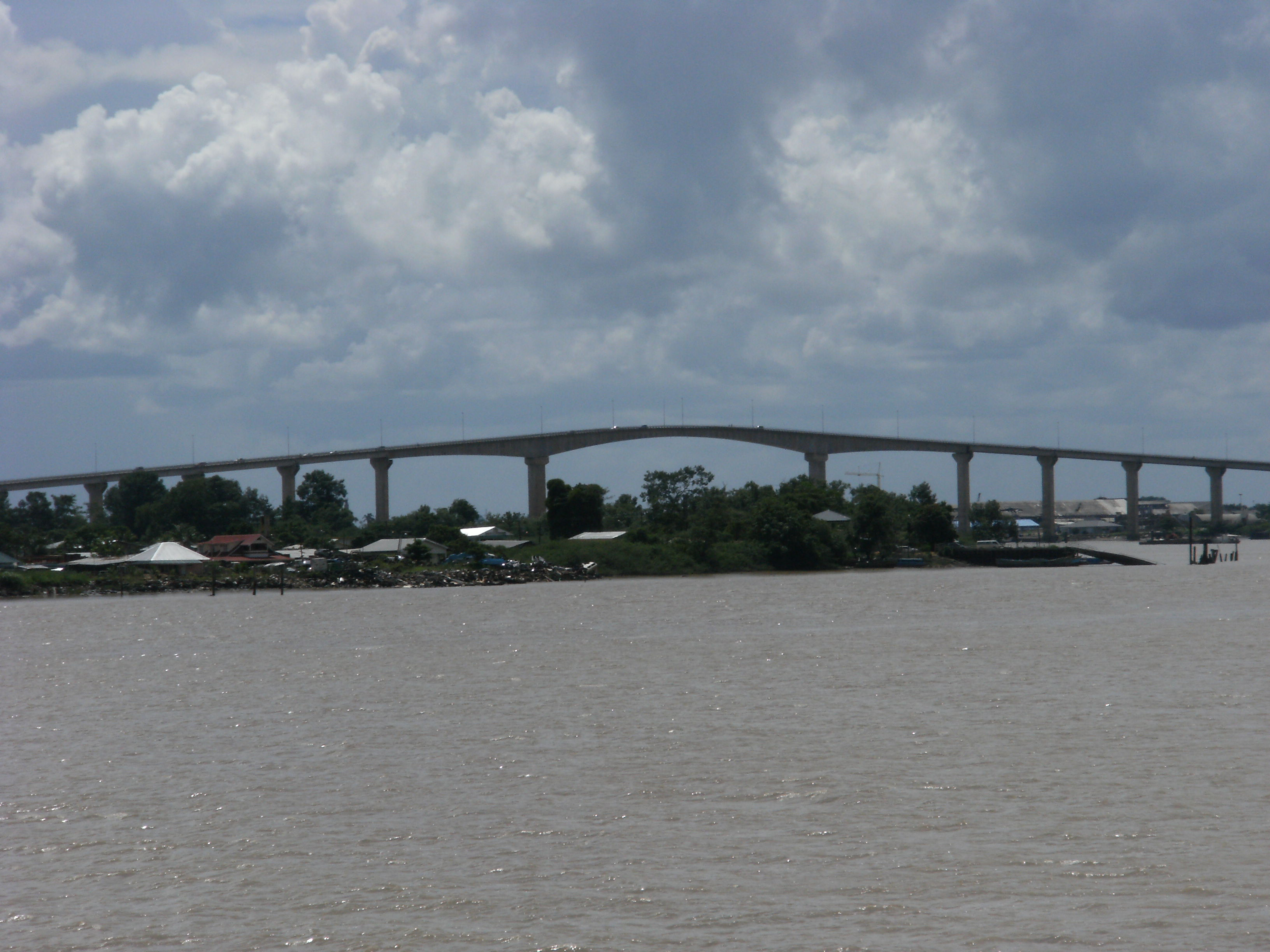
De Jules Wijdenboschbrug over de Suriname bij Paramaribo

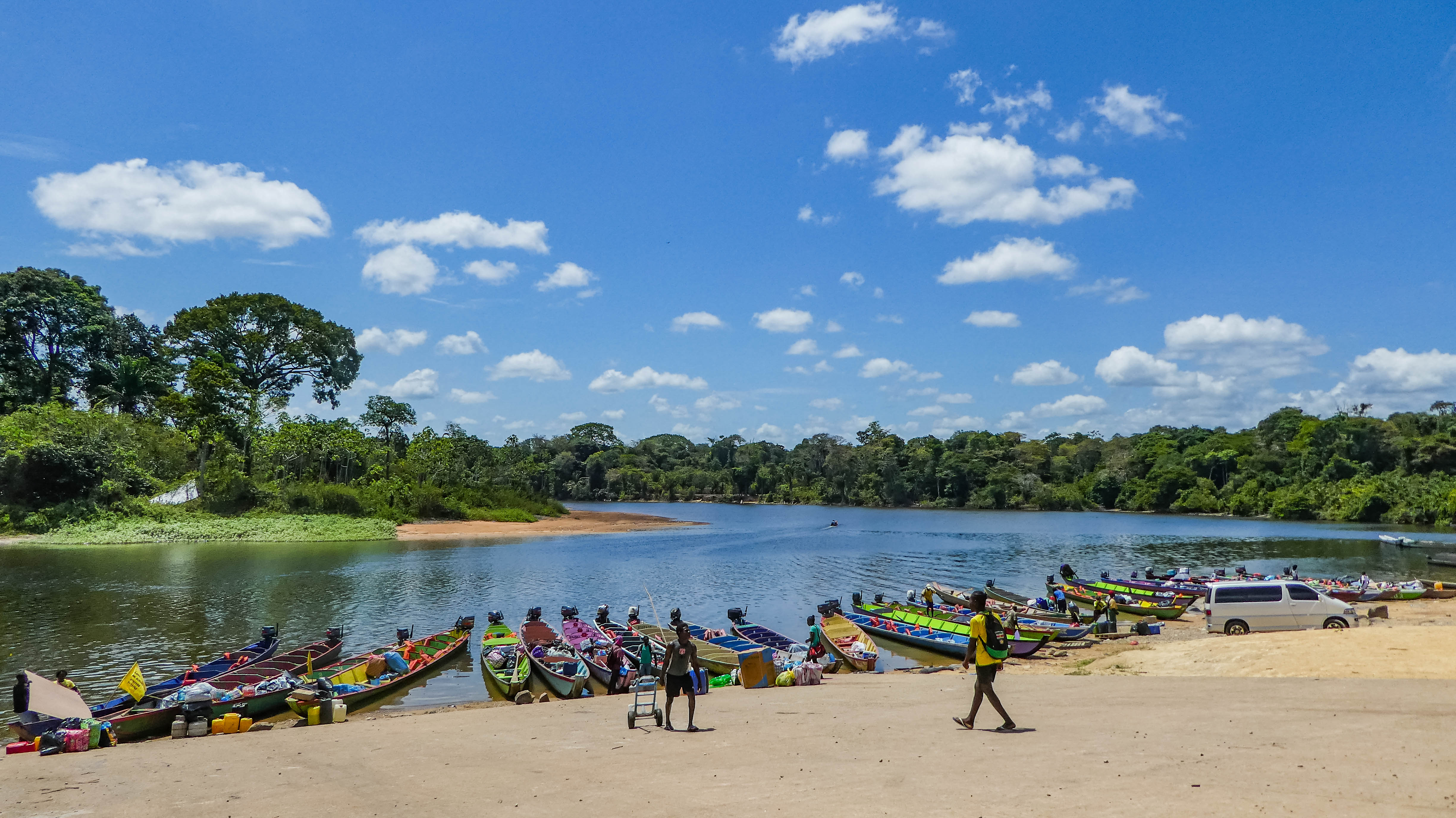
De aanlegsteiger bij Atjoni is een belangrijk punt voor het binnenlands transport over de Surinamerivier

### Vliegen
De Surinaamse Luchtvaart Maatschappij (SLM), ook wel Surinam Airways genaamd, is de nationale luchtvaartmaatschappij van Suriname. Verder zijn er drie binnenlandse/regionale luchtvaartmaatschappijen: Blue Wing Airlines, Fly All Ways en Gum Air. De nationale luchthaven is Johan Adolf Pengel International Airport bij Zanderij, 40 km ten zuiden van Paramaribo met internationale verbindingen naar Amsterdam, Miami (Verenigde Staten), Belém (Brazilië) en de Caräibische regio. Ieder jaar maken er ongeveer een half miljoen reizigers gebruik van de luchthaven. Naast dit vliegveld zijn er nog vier andere vliegvelden met verharde landingstrips en 44 vliegvelden met onverharde landingstrips. Vliegveld Zorg en Hoop in Paramaribo is het meest intensief gebruikte vliegveld van het land voor met name het binnenlandse luchtvervoer. Een andere belangrijke luchthaven voor regionaal luchtverkeer is de Eduard Alexander Gummels (EAG Airport), gelegen in het noorden van Paramaribo. Deze luchthaven werd officieel geopend in maart 2025 en wordt gebruikt voor lijnvluchten naar Georgetown (Guyana), regionale chartervluchten, en helikopteroperaties ten behoeve van de offshore olie- en gasindustrie in Suriname.

### Wegennet
In Suriname wordt links gereden. Met buurland Guyana is het daarmee het enige land op het Amerikaanse vasteland, net zoals in onder andere het Verenigd Koninkrijk en Japan. Veel personenauto's worden uit Japan geïmporteerd, met name tweedehands. De vrachtwagens komen dikwijls tweedehands uit Nederland en hebben als gevolg hiervan het stuur aan de linkerkant. Bussen zijn klein. Belangrijke verkeersaders zijn de Oost-Westverbinding en de J.F. Kennedyweg (ook wel Highway).

### Havens

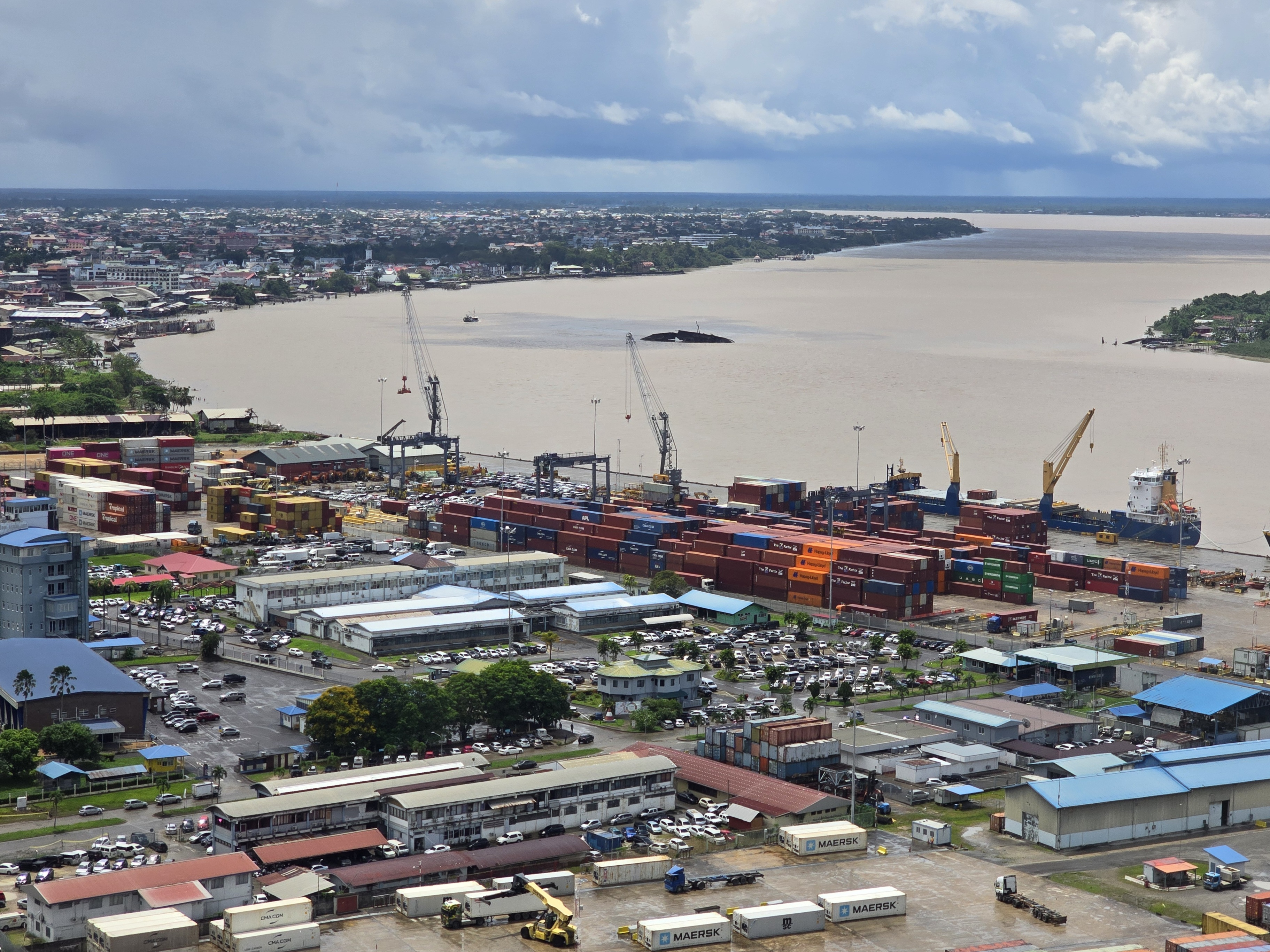
Jules Sedney Haven, 2025

De belangrijkste transportmogelijkheid in Suriname is het vervoer over het water. In totaal is er 1200 km aan bevaarbare waterwegen. Havens zijn er in Albina, Moengo, Nieuw-Nickerie, Paramaribo (Jules Sedney Haven en Waterkant), Paranam en Wageningen. Aanlegsteigers zijn er langs de rivieren bij iedere nederzetting. N.V. Havenbeheer Suriname beheert de grootste algemene haven van Suriname in Paramaribo en ook die van Nieuw-Nickerie.

### Voormalig treinvervoer

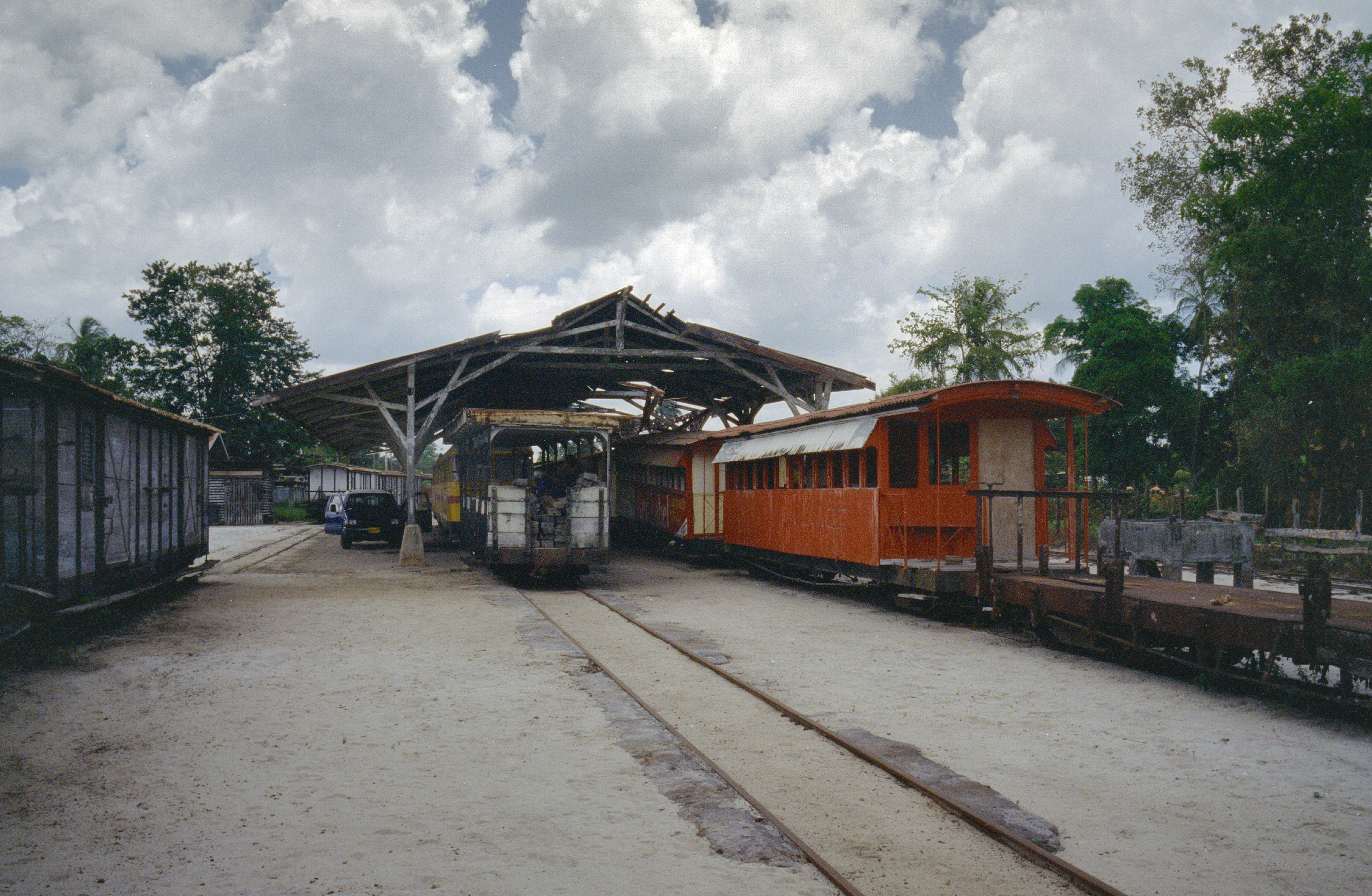
Opgeheven station van Onverwacht, 1997

Het land bezit de restanten van de voormalige Lawaspoorweg (enkelvoudig meterspoor) van Onverwacht naar Brownsberg (oorspronkelijk van Paramaribo naar Benzdorp aan de Lawa gepland, maar slechts afgeraakt tot Dam), die sinds de jaren tachtig niet meer in gebruik is, plus de spoorlijn op normaalspoor van Apoera naar het Bakhuisgebergte (72 kilometer 'van niets naar nergens'), aangelegd tussen 1976 en 1980 in het kader van het West-Surinameplan. Deze is nooit officieel in gebruik genomen. Vrijwel al het rollend materieel is verroest of werd doorverkocht.
In november 2014 zijn door de Surinaamse regering gedetailleerde plannen bekendgemaakt voor de aanleg van een nieuwe spoorlijn. De 29 kilometer lange lijn zal gaan lopen van Paramaribo naar Onverwacht. Volgens plan zal op de tweesporige lijn met hoge frequentie gereden gaan worden. Daardoor moet het overbelaste wegennet veiliger worden. Het Nederlandse bedrijf Strukton is kandidaat voor de aanleg. Het betreft een project van 530 miljoen Surinaamse dollar.

### Internet
Suriname is via twee onderzeese internetkabels met de rest van de wereld verbonden. In Totness (Coronie) komt de zeekabel van het Suriname-Guyana Submarine Cable System (SG-SCS) aan land. Deze internationale verbinding werd gerealiseerd na een overeenkomst op 29 december 2008 tussen Telesur en de Guyana Telephone & Telegraph Company (GT&T). De Kabel heeft een lengte van 1.200 kilometer en  loopt van Trinidad naar Suriname, met een aftakking naar Guyana. De Technische oplevering vond plaats op 29 mei 2009, en Telesur nam de verbinding op 16 augustus 2010 officieel in gebruik in Coronie. 
Daarnaast komt in Paramaribo de Deep Blue One-Kabel aan land, een project van de Digicel Group. Deze circa 1.900 km lange onderzeese glasvezelkabel zal Surinaame verbinden met onder andere Guyana, Trinidad, Curaçao, Aruba en Florida. De verbinding is bedoeld om supersnel internet mogelijk te maken en ook de olie- en gasindustrie, inclusief offshore boorplatformen, te ondersteunen. Deep Blue One, met een datacapaciteit van 25 terabit per seconde, ongeveer 200 keer de huidige capaciteit in Suriname, is in juni 2024 officieel in gebruik genomen. 
De internetdienstverlening in Suriname verloopt sinds 1981 grotendeels via een kopernetwerk. In 2017 startte Telesur met het Nationaal Breedbandplan (TNBP), waarmee het vaste internetnetwerk landelijk werd uitgebreid via glasvezeltechnologie.Deze glasvezelverbindingen worden aangelegd op de infrastructuur van de Energiebedrijven Suriname (EBS), zoals de bestaande elektriciteitsmasten.In 2025 tekende Digicel Suriname een overeenkomst met EBS om gebruik te maken van de bestaande elektriciteitsmasten. Deze samenwerking maakt de aanleg van glasvezelverbindingen naar woningen en bedrijven mogelijk.

De Internetlandcode is: sr.

## Cultuur

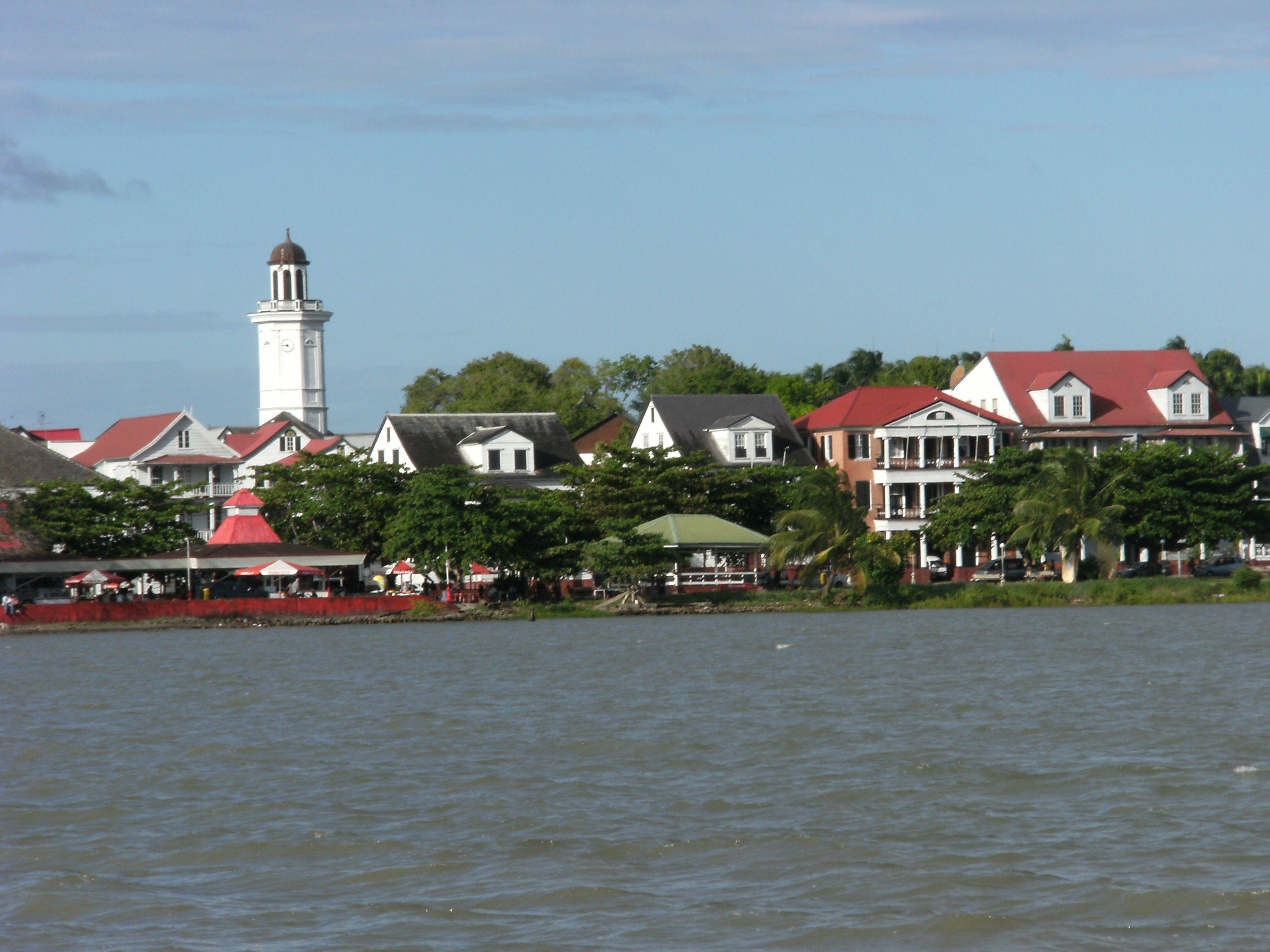
Historische binnenstad (Werelderfgoed)

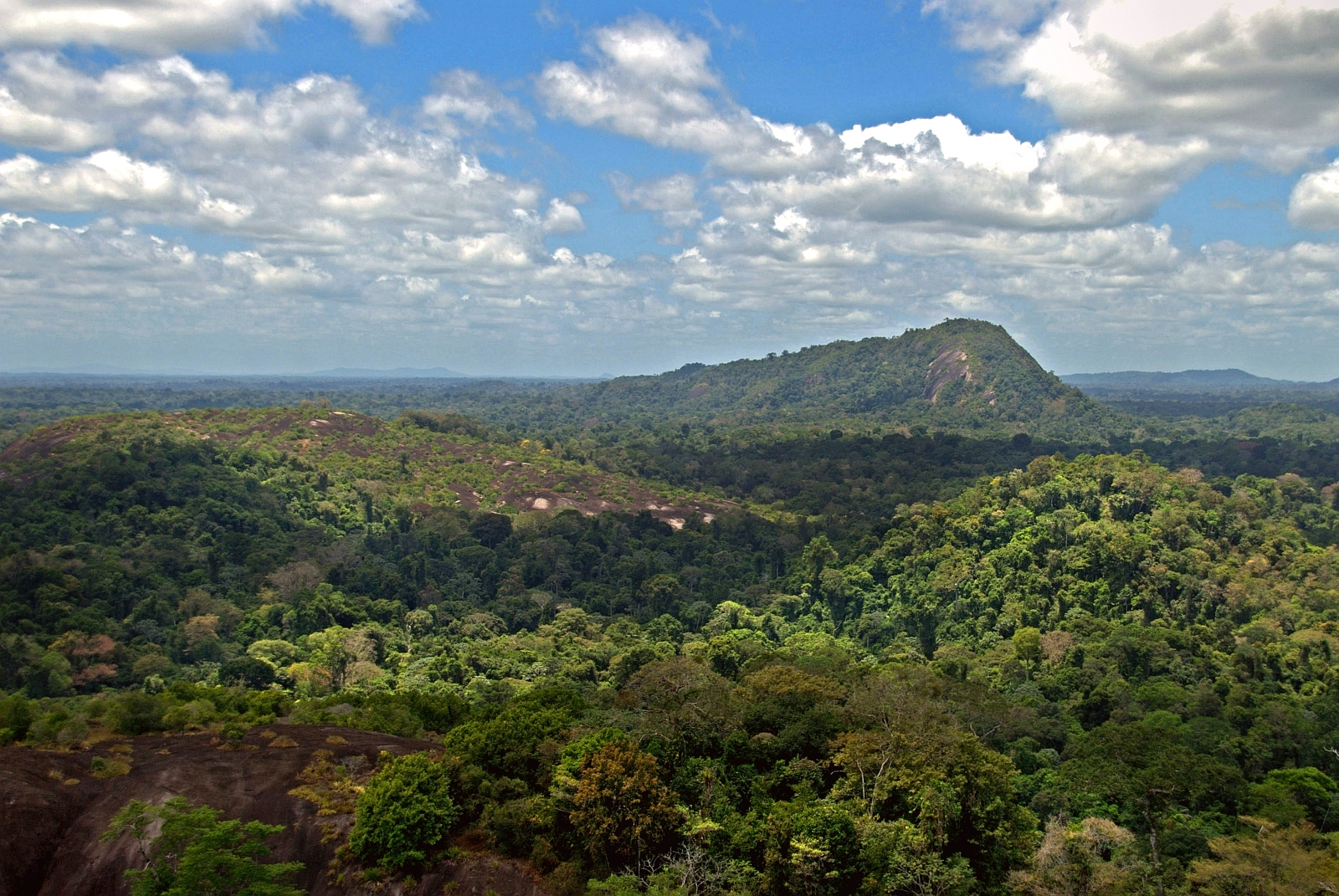
Centraal Natuurreservaat (Werelderfgoed)

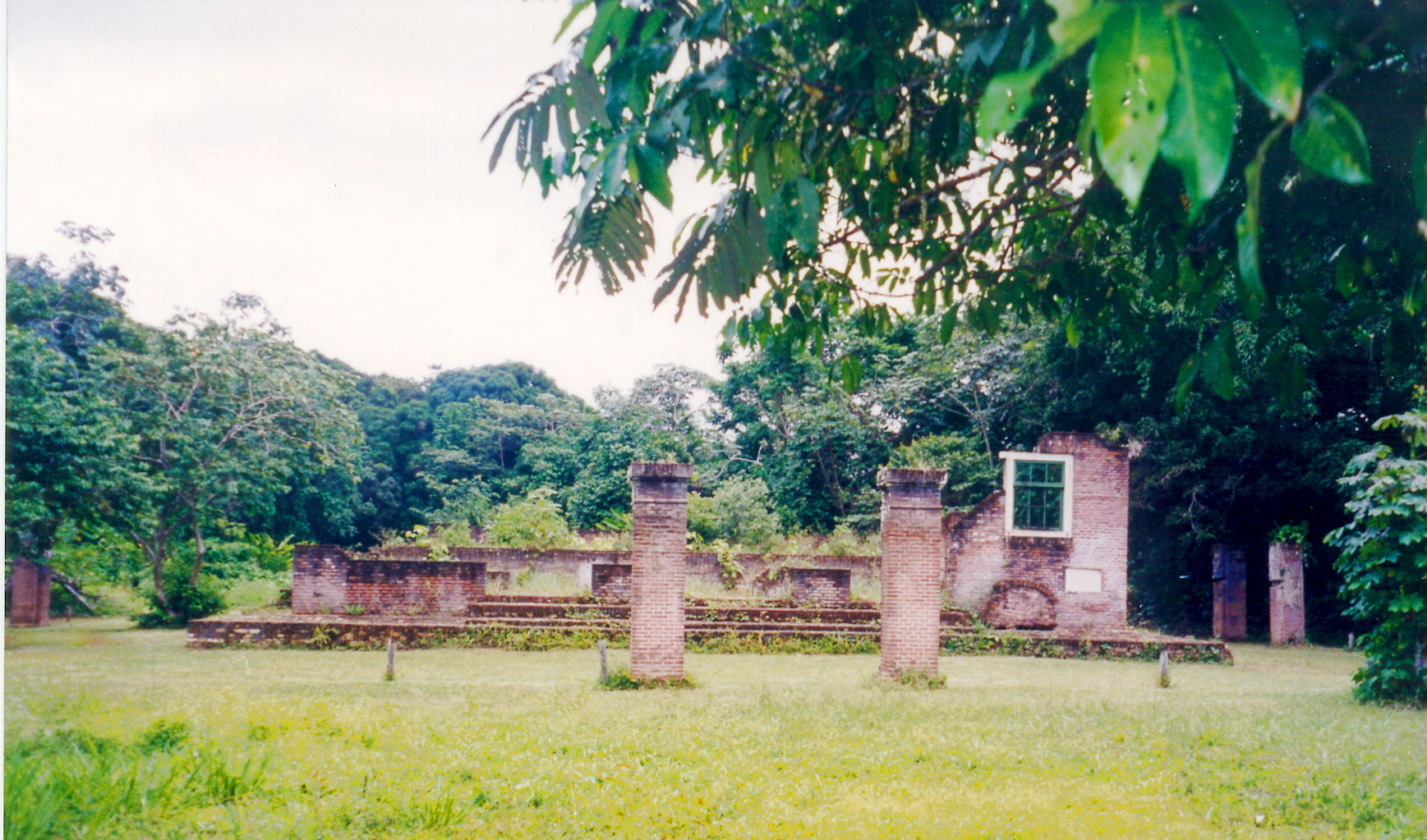
Jodensavanne (Werelderfgoed)

### Erfgoed
Suriname heeft drie monumenten op de UNESCO-Werelderfgoedlijst staan. Het Centraal Suriname Natuurreservaat werd in 2000 toegevoegd als natuurerfgoed. Het is het grootste natuurreservaat van Suriname en een van 's werelds grootste beschermde tropische regenwouden. Sinds 2002 staat ook de historische binnenstad van Paramaribo met veel monumentale houten gebouwen op de lijst, als cultuurerfgoed, en sinds 2023 de Jodensavanne met de Cassiporabegraafplaats.
Enkele andere bezienswaardigheden zijn het museum Fort Zeelandia, onderdeel van de historische binnenstad van Paramaribo. Van de ooit talrijke plantages in Suriname zijn er enkele opgeknapt en te bezoeken, waaronder Laarwijk en Frederiksdorp. Moderne architectuur, waaronder veel publieke gebouwen in Paramaribo, werd met name gerealiseerd door de architect Peter Nagel, die in Suriname actief was in de decennia na de Tweede Wereldoorlog. Het grootste deel van de overige culturele voorzieningen en attracties is geconcentreerd in de hoofdstad, waaronder de dierentuin, Paramaribo Zoo.

### Media
- Radiozenders: 34 FM-zenders, 4 AM-zenders en 3 kortegolfzenders
  - Enkele radiozenders: Radio SRS; Radio Boskopu; Radio 10 Magic FM; Radio ABC; Radio Apintie; Sky Radio Suriname; Radio Rapar; RP; Noer FM; SCCN Radio; Radio Zon; Radio FM Gold; SrananRadio, Radio Radika, Radio Trishul, Radio Ramasha
  - Radioprogramma's: ABC Actueel, In de Branding, Bakana Tori Origineel (BTO); Welingelichte Kringen; 90 seconden; Naar mijn mening; The Sunday Talkshow; Op weg naar een beter Suriname; Time for lovers; Bungu-Bungu-Carrousel
- Tv-zenders: 23, plus 7 herhaalstations. Diverse programma's van de Nederlandse publieke omroep (NPO) worden via Surinaamse zenders uitgezonden. Voor een overzicht van zenders, zie de lijst van televisiekanalen in Suriname.
- Enkele televisiezenders: STVS; ATV; GOV TV; DNA TV; SCCN; ABC; Apintie TV; RBN; PIPEL; SBS; SGM TV; Ramasha TV; SCTV; Trishul TV; RTV
- Kranten, tijdschriften en nieuwswebsites:

### Film
In de periode tussen 1950 en 1970 speelde de bioscoop een centrale rol in het uitgaansleven van Suriname. het land telde in deze jaren meer dan dertig bioscopen, waarvan de meeste waren geconcentreerd in en rond Paramaribo. Ook buiten de hoofdstad waren bioscopen actief. Zo bevond zich in Meerzorg het Theater Ansoe, in Moengo het Beatrix Theater, en in het district Nickerie het Juliana Theater en het Volkstheater. Enkele van de bekendste bioscopen in Paramaribo zelf waren onder andere Theater Star, Luxor, Bellevue, Tower, Lincoln, Jasodra en De Paarl.
Met de opkomst van televisie, videobanden en later dvd,s nam het bioscoopbezoek echter sterk af. De laatste bioscopen die in de jaren negentig sloten waren onder andere de Tower, Bellevue en de Star, waarbij de Star in 1999 als laatste zijn deuren sloot. Dit leidde ertoe dat er tot juni 2010 geen reguliere bioscopen meer in gebruik waren. In maart 2008 werd bioscoop De Paarl Movies geopend en in juni 2010 multiplexbioscoop TBL Cinemas. Laatstgenoemde telt vijf moderne zalen.
De voormalige bioscoop de Paarl werd later omgebouwd en is anno 2019 een uitgaanscentrum dat onder meer ook twee bioscoopzalen bevat.
The Back Lot, organiseert sinds 2002 elk jaar filmfestivals in Suriname. In december vindt het jaarlijkse Internationaal Documentaire Festival (IDFA Flies T(r)opics) plaats en in april het Internationaal Speelfilm Festival (IFFR Flies Paramaribo). In 2007 werd dit laatste van 19 tot en met 29 april gehouden in verschillende theaters, waaronder Thalia, Stadszending en CCS. Er worden speelfilms van over de hele wereld vertoond. Het filmpubliek is van uiteenlopende leeftijden. Bij de selectie van films wordt daarmee rekening gehouden.

### Sport
De populairste sporten in Suriname zijn voetbal, basketbal en volleybal. Veel beoefende individuele sporten zijn onder andere atletiek, badminton, dammen, judo, taekwondo, wielrennen en zwemmen, waarbij diverse Surinamers medailles hebben behaald op Caribisch en Pan-Amerikaans niveau. Er zijn 17 sportbonden verenigd in het Surinaams Olympisch Comité (SOC). Het hoogtepunt in de Surinaamse sport werd vooralsnog behaald in 1988 in het zwemmen: Anthony Nesty werd olympisch kampioen op de 100 meter vlinderslag bij de OS van 1988.

### Feestdagen en evenementen

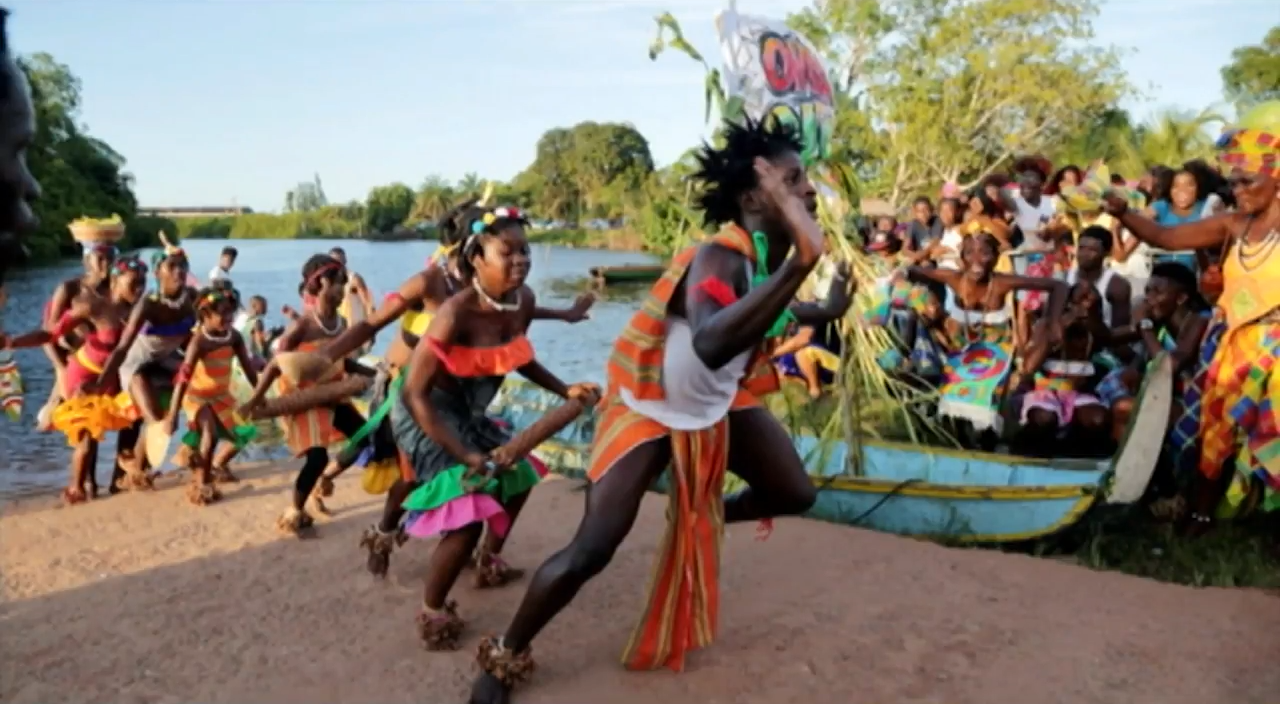
Opening van het Moengo Festival in 2017 met de Poolo Boto 2017

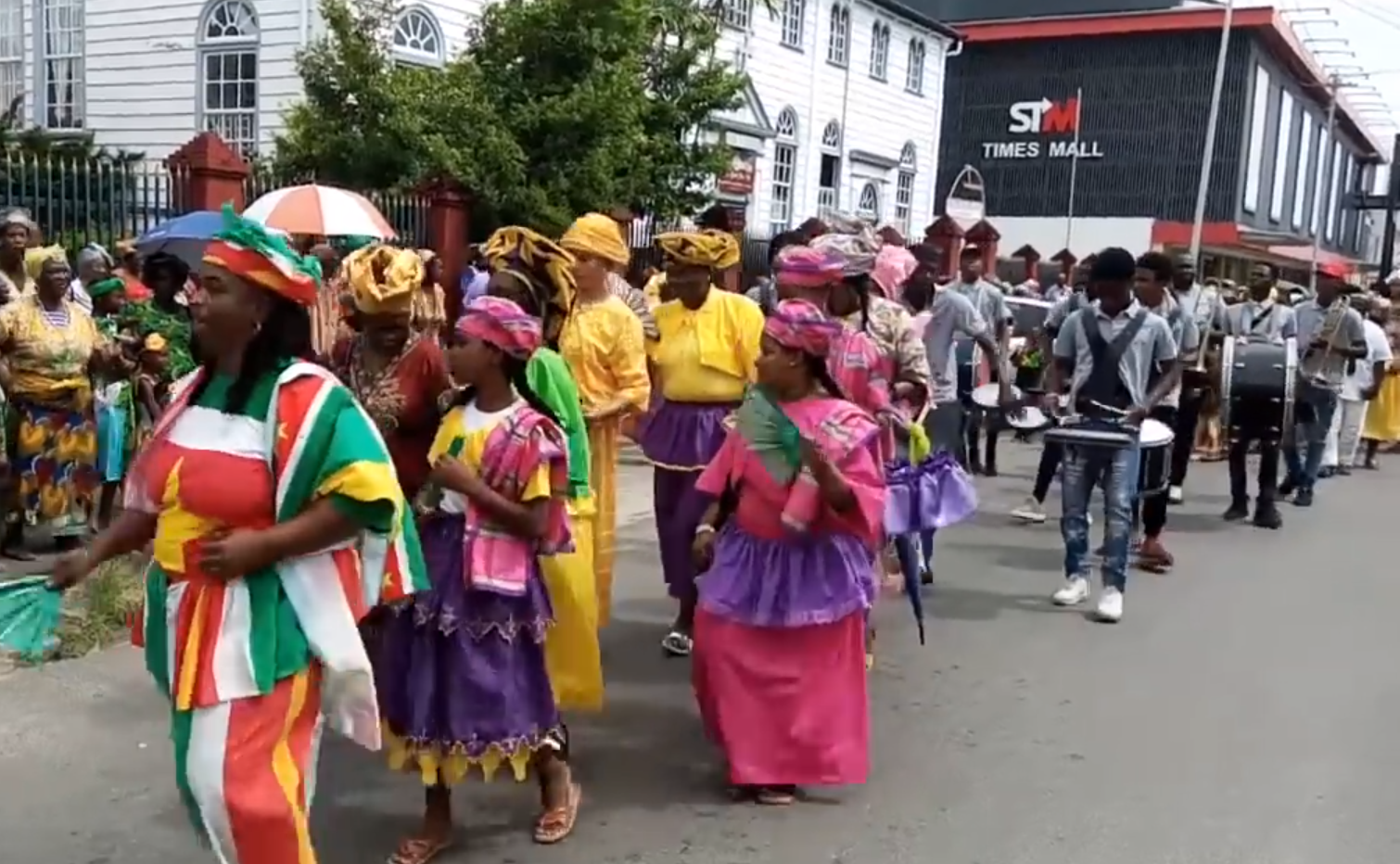
Ketikoti in Paramaribo

Door zijn multiculturele erfgoed viert Suriname een verscheidenheid van verschillende etnische en religieuze feesten. Meerdere feestdagen zijn uniek en worden alleen in Suriname gevierd. Dit zijn de Hindo(e)staanse, Javaanse en Chinese immigratie-feestdagen. Zij vieren de komst van de eerste schepen met hun respectievelijke immigranten. Daarnaast zijn er verscheidene hindo(e)staanse en islamitische feestdagen, zoals respectievelijk Divali en Phagwa, en Suikerfeest en Offerfeest. Deze feestdagen hebben geen specifieke vaste dagen op de gregoriaanse kalender: ze zijn respectievelijk op de hindo(e)staanse en de islamitische kalender gebaseerd.
Vuurwerk mag vanaf 27 december tot en met 31 december worden verkocht en vanaf 27 december tot en met 2 januari worden afgeschoten.
Sinds 2013 wordt in het stadje Moengo in het oostelijke district Marowijne jaarlijks het Moengo Festival gehouden, met afwisselende edities van muziek, theater en dans, en beeldende kunst. Het aantal bezoeken steeg van enkele duizenden in het weekend van 2013 tot meer dan twintigduizend in 2018.
Officiële nationale feestdagen:
- 1 januari - Nieuwjaarsdag
- 1 maart (variërend) - Holi-Phagwa
- 1 mei - Dag van de Arbeid
- 5 juni - Hindo(e)staanse immigratie
- 1 juli - Ketikoti
- 9 augustus - Dag der Inheemsen en Herdenking Javaanse immigratie
- 10 oktober - Dag der Marrons
- 25 november - Onafhankelijkheidsdag
- 25 december - Eerste kerstdag
- 26 december - Tweede kerstdag

### Eten en drinken

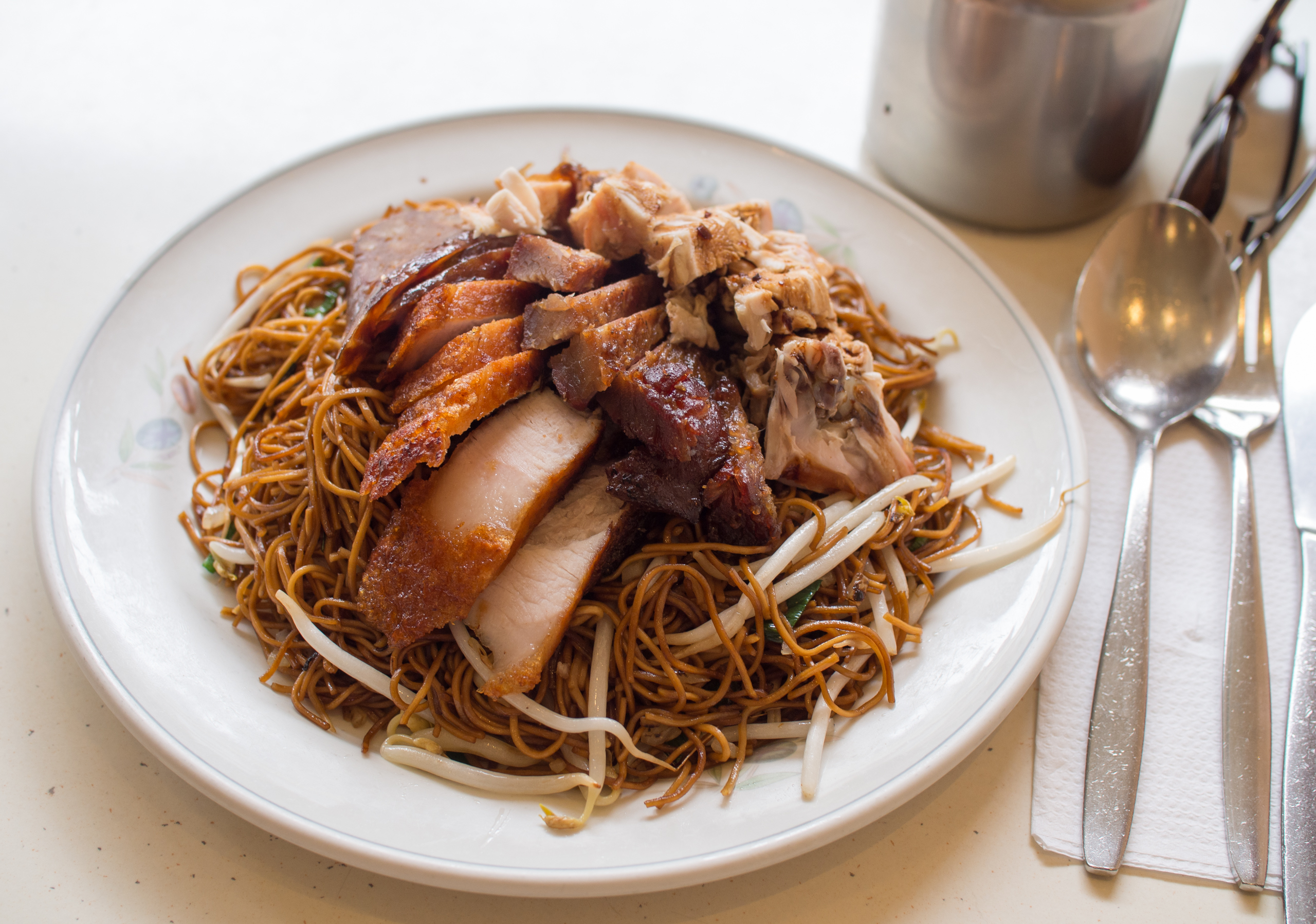
Tjauw min moksi meti

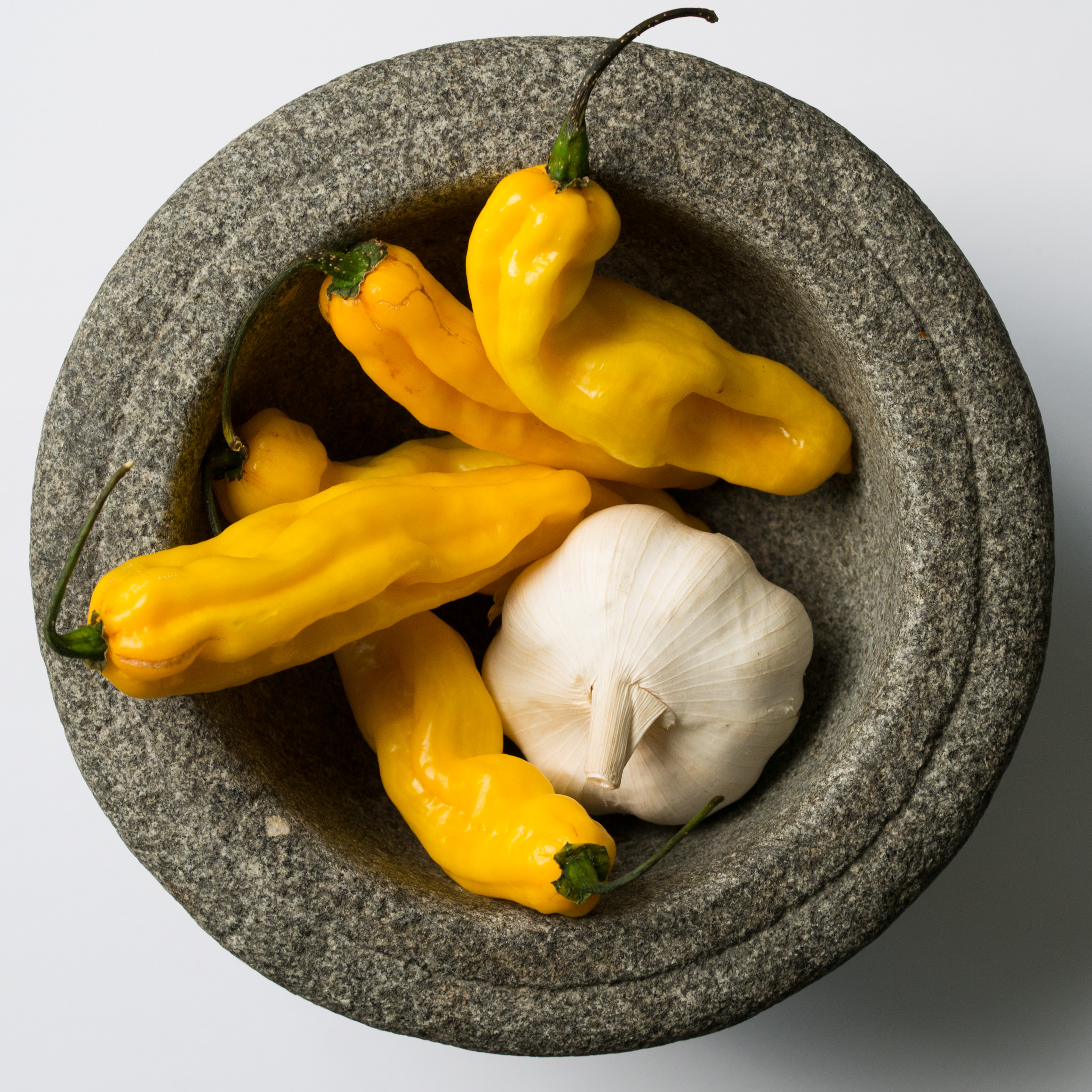
Madame Jeanettes en knoflook

De Surinaamse keuken is zeer uitgebreid, aangezien de bevolking van Suriname afkomstig is uit nagenoeg alle werelddelen. De Surinaamse keuken is daardoor een combinatie van een groot aantal internationale keukens, onder andere de Indiase, Afrikaanse, Indonesische (Javaanse), Chinese, Nederlandse, joodse, Portugese en inheemse. Dit heeft ervoor gezorgd dat de Surinaamse keuken veel gerechten kent waarbij de verschillende bevolkingsgroepen elkaars gerechten en ingrediënten zijn gaan gebruiken en beïnvloeden (fusie), waaruit weer nieuwe Surinaamse gerechten ontstonden. Bekende Surinaamse gerechten zijn roti, nasi goreng, bami, pom, snesi foroe, moksimeti en losi foroe. Uit deze vermenging van de culturen met de Surinaamse is de unieke Surinaamse keuken ontstaan.
Verschillende producten worden veelvuldig gebruikt in de Surinaamse keuken. Basisvoedsel is onder meer rijst, aardvruchten zoals tayer en cassave (Creools) en roti (Hindoestaans). Als smaakmakers worden zoutvlees en bakkeljauw veelvuldig gebruikt. Kousenband, okra en boulanger zijn voorbeelden van groenten in de Surinaamse keuken. Om gerechten een pittige smaak te geven worden verse pepers als de zeer hete Madame Jeanette gebruikt.
Parbo Bier, met de typische djogo liter flessen, is het grootste Surinaamse biermerk. Andere alcoholische dranken zijn rum, waarbij de Mariënburg Rum van de gelijknamige voormalige suikerplantage bekend is. Meer over de rumproductie is te zien in het museum Surinaamsch Rumhuis. Kasiri, of 'cassavebier', is een licht alcoholische drank die door inheemsen wordt gemaakt van cassave. Non-alcoholische dranken en siropen die veelvuldig worden gedronken zijn orgeade, gemaakt van amandelen, en dawet, op basis van kokos en rijstmeel.